# Bonastre
Bonastre és un municipi de la comarca del Baix Penedès, tot i que fins al 1990 pertanyia al Tarragonès. El nucli urbà del poble de Bonastre està edificat sobre un dic de travertí relativament enlairat entre els torrents de la Cometa i l'Aguilera, Té una forma allargassada de nord a sud i d'un extrem a l'altre mesura uns 500 m i ocupa 13,5 ha. És un poble de carrers amb l'amplada de pas de carro i amb cases força antigues, sobretot dels segles xviii i xix, que originàriament pertanyien a gent que es dedicava a l'agricultura i la ramaderia, tot i que n'hi ha alguna de senyorial com la Casa Fontanilles i casalots com Cal Magí i Cal Solé.
Una bona part de les cases han estat reformades i actualitzades, moltes d'elles mantenen el cup de vi, les golfes, corrals i pous i un bon nombre d'elles en conserva el portal per on entraven el carro i la mula i on ara, en molts casos, els baixos s'aprofiten com a garatge. Dins el nucli urbà també hi ha llocs singulars i cases que han estat conservades o bé restaurades com la Casa del Delme, el Trull i la Societat. Moltes de les cases, com a molts pobles i viles del país, mantenen el renom viu.
Al nucli principal no hi ha una divisió en barris. Algunes cases desconnectades inicialment del nucli urbà, com eren les de les Casetes, van quedar lligades al nucli amb una actuació urbanística que durant la dècada de 1985-1995 es va dur a terme a la zona de les Moreres, a l'extrem nord del poble. Al sud del nucli urbà hi ha dues urbanitzacions que es van començar a construir cap al 1970. A la Vinya de Bonastre, que té un bon nombre de cases de nova planta hi viuen 232 persones (2024). A la Font de la Gavatxa hi viuen 30 persones en algunes cases força distants, fruit d'una actuació urbanística que no va reeixir.
| Entitat de població   | Habitants (2024) |
| Bonastre              | 500              |
| la Vinya de Bonastre  | 232              |
| la Font de la Gavatxa | 30               |
| Font: Idescat         |                  |

## Demografia
| 1497 f | 1515 f | 1553 f | 1717 | 1787 | 1857 | 1877 | 1887 | 1900 | 1910 |
| ------ | ------ | ------ | ---- | ---- | ---- | ---- | ---- | ---- | ---- |
| 12     | 15     | 17     | 174  | 457  | 886  | 858  | 890  | 779  | 733  |

| 1920 | 1930 | 1940 | 1950 | 1960 | 1970 | 1981 | 1990 | 1992 | 1994 |
| ---- | ---- | ---- | ---- | ---- | ---- | ---- | ---- | ---- | ---- |
| 676  | 598  | 529  | 479  | 451  | 408  | 284  | 279  | 269  | 269  |

| 1996 | 1998 | 2000 | 2002 | 2004 | 2006 | 2008 | 2010 | 2012 | 2014 |
| ---- | ---- | ---- | ---- | ---- | ---- | ---- | ---- | ---- | ---- |
| 303  | 328  | 319  | 387  | 440  | 534  | 642  | 640  | 651  | 622  |

| 2016 | 2018 | 2020 | 2022 | 2024 | 2026 | 2028 | 2030 | 2032 | 2034 |
| ---- | ---- | ---- | ---- | ---- | ---- | ---- | ---- | ---- | ---- |
| 639  | 687  | 685  | 742  | 760  | -    | -    | -    | -    | -    |

## Geografia
- Llista de topònims de Bonastre (Orografia: muntanyes, serres, collades, indrets..; hidrografia: rius, fonts...; edificis: cases, masies, esglésies, etc).

El territori del terme municipal de Bonastre és el més occidental dins la comarca del Baix Penedès, als límits del Tarragonès i l'Alt Camp. Fins a gener de 1990 el municipi pertanyia a la comarca del Tarragonès, data en què va ser adscrit a la del Baix Penedès.

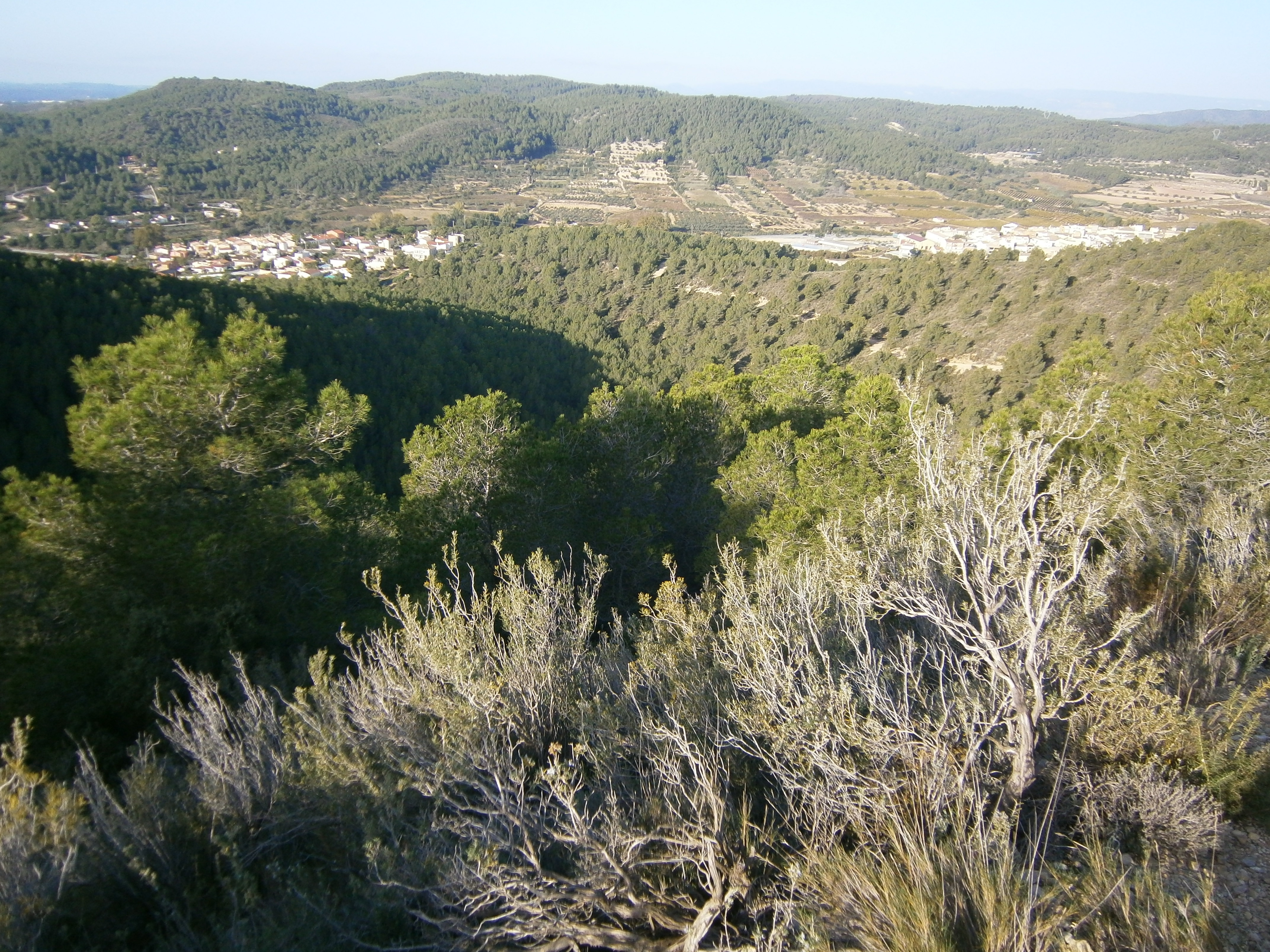
Bonastre (dreta) i la Vinya (esquerra). Vista des de la Muntanya de la Rovira

Dins del Catàleg del Paisatge de Catalunya, el municipi dona nom al territori emmarcat per la divisió paisatgística Massís de Bonastre, ja que ocupa el centre geogràfic d'aquestes muntanyes entre el riu Gaià, la plana del Penedès i el litoral mediterrani.
El terme municipal té una superfície de 24,9 km² i l'envolten, fent partió en sentit horari, els termes municipals de Masllorenç, Albinyana, El Vendrell, Roda de Berà, Creixell, La Pobla de Montornès, Vespella de Gaià, Salomó i Montferri.
El nucli principal de població està enclavat en un gran fondal que davalla, de Nord a Sud, fins a l'estret de l'Aguilera, on el torrent homònim discorre ja fora dels límits del terme. Aquest ample fondal solcat per petits torrents, tots ells tributaris de l'Aguilera, està envoltat per turons i muntanyes amb cims aplanats que, llevat del Puig de Sant Antoni (408m) ja en el terme municipal d'Albinyana, no sobrepassen els 400m d'altitud. En contrast amb el pròxim litoral mediterrani, és un territori relativament enlairat i alhora aïllat de les planes i sectors altament urbanitzats que trobem més enllà d'aquestes muntanyes.
La part septentrional del terme s'obre cap al Nord des del lloc anomenat Els Plans, davallant per camps de vinya, olivera i ametller cap al Gaià i l'Alt Camp.
| Montferri               | Masllorenç | Albinyana    |
| Salomó i Vespella de G. |            | el Vendrell  |
| la Pobla de Montornès   | Creixell   | Roda de Berà |

## Orografia

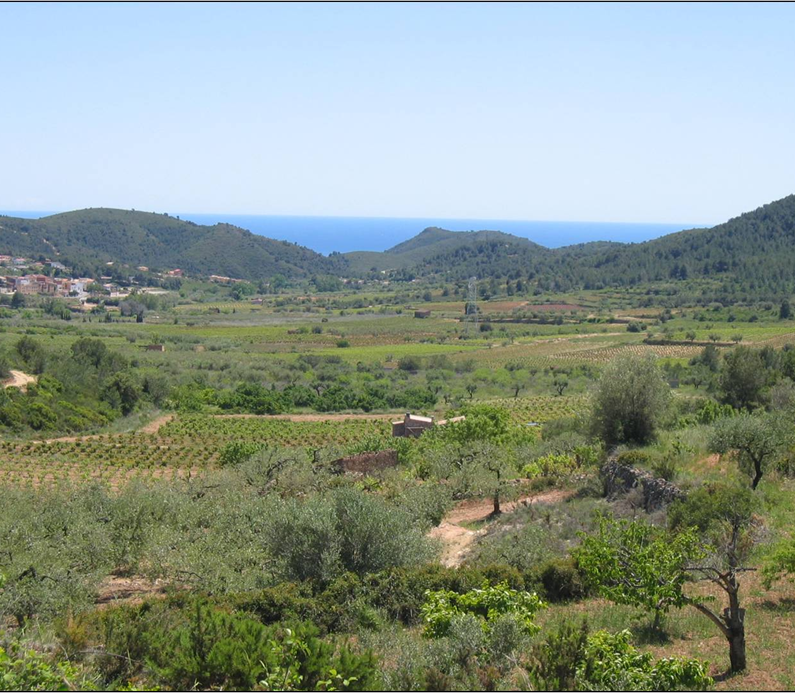
Fondal de Bonastre. Els Plans. Vista cap al mar

Bonastre està enclavat al centre del Massís de Bonastre, que és una branca de la Serralada Prelitoral Catalana que des de la Serra del Montmell es perllonga cap al Sud i va perdent altitud fins a la costa mediterrània, a prop del Roc de Sant Gaietà (Roda de Berà, Tarragonès). Les muntanyes i l'altitud (s/n/m), en sentit horari i començant pel Nord, són: Les Muntanyes del Tet (387m), Puig de Sant Antoni (408m), Costa del Sanabre (300m), Plana del Xim (272m), Muntanya de la Rovira (301m), Muntanya del Molí (244m), Puig-roig (265m), La Mola (317m), El Mallol (255m), Puig Barbolí (311m), Roca Roja (334m) Puig de l'Aranyó (365m) 
La distància al mar en línia recta, des del centre del terme municipal, és de 7 quilòmetres.
Punt amb més altitud del terme municipal: 387,2m (UTM31N - ETRS89	370731.4	4566584.1) Punt amb menys altitud 101m (UTM31N - ETRS89	369259.2	4562440.6)

## Clima
Bonastre té clima mediterrani. La temperatura mitjana anual és de 15,5 °C, la mitjana dels mesos més freds és de 8 °C i la dels més calorosos entre el 23,5 i els 24 °C. Les precipitacions mitjanes anuals arriben als 551mm. La humitat relativa mitjana de l'aire és de 64%. Dades força similars amb les mitjanes climàtiques de la comarca.
Els vents més presents són el mestral durant l'hivern i la marinada durant l'estiu. Menys freqüents ho són el xaloc, el llevant i el ponent. La boira apareix puntualment a l'hivern i a l'inici de la primavera. La part més alta del terme municipal resta oberta al vent del Nord amb l'entrada de la tramuntana i el ponent, ambdós més eixuts. Durant el període estival i per la proximitat de la costa, la marinada entra amb força.

## Història

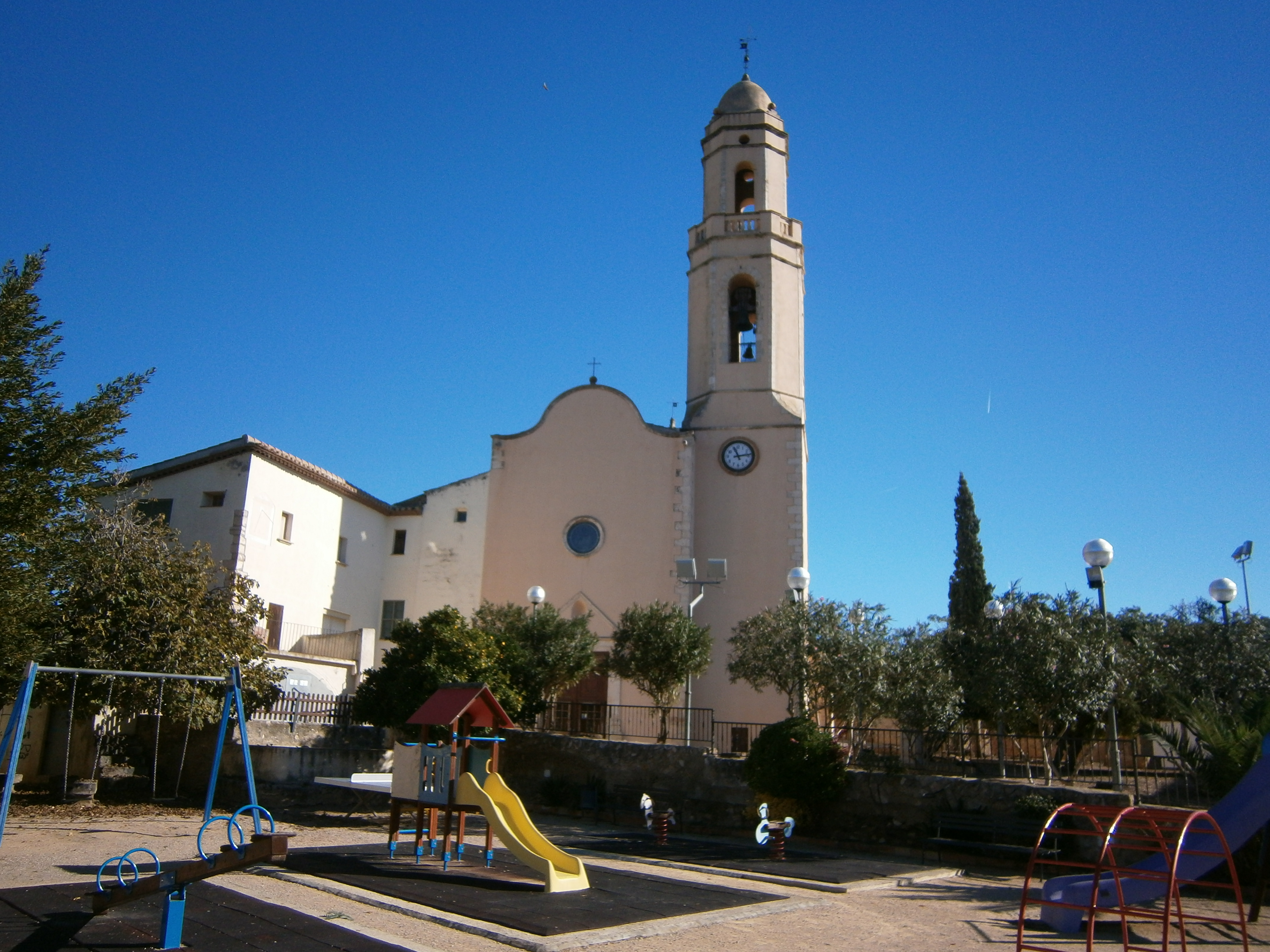
Església parroquial de Santa Maria Magdalena de Bonastre

- L'ocupació humana del territori del terme de Bonastre era ja efectiva en el període Eneolític (2500 aC) quan els humans començaren a viure en assentaments estables. Més endavant en l'època antiga, la proximitat de Tarragona i el pas de la Via Augusta, per l'Arc de Berà, a escassos quilòmetres en línia recta, van fer del terme de Bonastre un lloc de conreus d'olivera amb centres agrícoles i cementiris documentats a Cal Lluïsot, els Masos (Cal Antic) i la Torreta.[9]
- Després del període de conquesta i repoblació de la Catalunya Nova, l'Abadia de Sant Cugat va consolidar un llarg període d'expansió per les terres del Penedès (1209). L'any 1296, Bonastre (Alastro) ja és una parròquia independent. Santa Oliva, Albinyana i Bonastre passaven a ser tres parròquies completament diferenciades perquè Bonastre se separava d'Albinyana i simultàniament Santa Oliva renunciava als seus drets sobre aquestes dues. Ponç Burguet, abat de Sant Cugat del Vallès, i Ramon de Tallada, prior de Santa Maria de Santa Oliva, concedeixen a les esglésies d'Albinyana i Bonastre les primícies i altres drets que els corresponen. Data: 5 d'agost de 1296 (Arxiu de la Corona d'Aragó). Així mateix comprovem que, més enllà de l'organització eclesiàstica, Bonastre encara era una quadra d'Albinyana el 1296. La independència civil es va produir pocs anys després, potser al començament del segle xiv.[10] El 1369, Bonastre ja comptava amb 64 focs i gaudia de personalitat pròpia. El territori era governat per un batlle depenent de l'Abadia de Sant Cugat.[11]
- La identitat col·lectiva de Bonastre es va anar formant durant els segles xii i xiii. Però al final del segle xiv això és ben evident, ja que entre els anys 1382 i 1405, Arnau Estella, batlle de Bonastre, va exercir les seves funcions sense dependre del poder senyorial que representava l'Abat de Sant Cugat. En aquest curt però significatiu període, amb la redempció, Bonastre va estar sota la jurisdicció reial a través de l'Infant Joan, primogènit de Pere III, el Cerimoniós. En l'aspecte administratiu, la batllia també comprenia els llocs del Vendrell, Sant Vicenç de Calders, l'Albornar i Tastal.
- El 2 d'agost de 1405, Martí l'Humà va entregar novament la jurisdicció dels llocs de la batllia al Monestir de Sant Cugat a canvi de cedir en custòdia del rei, i del tresor de la Corona, les relíquies de Sant Sever. Bonastre va tornar a la dependència monàstica durant els tres-cents anys següents. El sistema senyorial es va allargar i va estar vigent durant els regnats dels poderosos monarques de la Casa d'Àustria i encara més enllà. Sota el regnat de Felip II, a Bonastre es va confeccionar el capbreu de 1562.
- Durant la Guerra dels Segadors (1640-1659), les guarnicions i tropes castellanes de Felip IV, es van acantonar a Tamarit, Torredembarra, Vilafranca i el Vendrell, i van assetjar successivament Tarragona. La fam i els estralls van delmar la població a tot el Penedès. Acabada la guerra, les poblacions de les comarques del Camp de Tarragona i del Penedès, amb esforç i treball, ja s'havien recuperat pràcticament de les conseqüències (1694). Al cap 50 anys, Francesc Bernat de Ponts, abat de Sant Cugat, va confeccionar un nou capbreu de Bonastre on hi figuraven un total de cinquanta-nou propietaris declarants, repartits entre Bonastre i els territoris de l'antiga batllia. El 1704 va esclatar la Guerra de Successió. La guerra, va durar 10 anys i va acabar el 1714 amb la victòria felipista i les capitulacions de les ciutats assetjades: Barcelona (11 de setembre) i Cardona (18 de setembre).
- Acabada la guerra, l'administració borbònica va imposar un nou sistema fiscal: el Reial Cadastre (Bonastre, cadastre de 1778) que gravava els rendiments del comerç i la indústria i era concorrent amb el pagament del delme senyorial al Monestir de Sant Cugat. El 1718, Bonastre tenia 174 habitants. Seixanta-nou anys més tard, el cens de Floridablanca, en comptabilitzava 457. Els anys que van seguir (1740-1770) van ser durs per als conreus i per a la població, amb sequeres i epidèmies que van afectar tot Catalunya i que desembocaren en les revoltes o rebomboris del pa.
- Les càrregues senyorials, que tant pesaven sobre el habitants del poble, es van agreujar. El Monestir de Sant Cugat, va adreçar una carta (1777) a Joan Sanromà, pagès i batlle de Bonastre, recordant-li el compliment de les obligacions del delme. El 1793 es va iniciar la guerra dels regnes absolutistes contra la Revolució i la República Francesa (Guerra Gran) on hi va participar Mossèn Pometa, rector de Bonastre i capellà militar destacat a Girona. El poble va haver d'aportar diners i homes a la integració del Corregimiento de Vilafranca (1795). Tretze anys més tard, el setembre de 1808, durant la Guerra del Francès contra Napoleó, les terres de Bonastre eren pròximes al front de batalla. Vespella, Rodonyà, la Bisbal, el Vendrell, Valls, Vilafranca i Tarragona, van ser escenaris de batalles i confrontacions que devastaren el camp i delmaren la població fins a la derrota de l'exèrcit napoleònic el 1814.
- La  guerra entre absolutistes i liberals va acostar-se al mateix poble. Els dies 3 i 6 de maig de 1822, tropes absolutistes van parar una emboscada a les milícies liberals procedents de Reus, a les quals s'hi havien unit alguns veïns de Bonastre. La guerra va acabar amb el triomf absolutista i la reposició de Ferran VII. La jurisdicció del Monestir de Sant Cugat i el delme sobre Bonastre va acabar cap el 1840.
- Les guerres carlines van obrir un nou període d'inestabilitat política i el descontentament popular va anar creixent fins a desembocar en la Revolució Gloriosa de 1868. A Bonastre es va constituir la Junta Revolucionaria de Gobierno de Bonastre, encapçalada per l'alcalde Joan Parés Mercader. Es va formar un nou ajuntament i es va nomenar en Josep Roca Sanabre com a jutge de pau, a més d'una Junta Local de Primera Ensenyança, formada per membres del consistori i pares de família. No obstant, faccions carlines s'havien organitzat al Camp de Tarragona, Vall de l'Ebre i Penedès i, al mateix poble, el dia 6 de juny se 1870 alguns veïns partidaris, amb boines vermelles, van provocar aldarulls. El governador civil va demanar responsables per tal de descobrir-ne els autors que més endavant foren indultats davant les eleccions convocades el 1872. Com a resultat es va constituir un nou ajuntament, però les lluites dinàstiques no van cessar. Capitostos i partides armades carlines campaven pel territori i van extorsionar el poble de Bonastre i el seu alcalde, fent-los pagar 3.000 rals sota amenaces. La inseguretat i la penúria durant la sortida del rei Amadeu I, l'adveniment de la Primera República i la restauració d'Alfons XII de Borbó, van perdurar fins al començament del segle xx. Bonastre va perdre molta població per l'èxode cap a les ciutats que experimentaven l'impuls industrial.
- La dictadura del general Primo de Rivera (1923-1930) va suspendre la Constitució, les Corts Espanyoles i les institucions polítiques i sindicals catalanes. Sota la cobertura eclesial de la parròquia, a Bonastre es van poder mantenir dos sindicats catòlics, el de la Caixa Rural, amb 42 socis i el de Sant Isidre, amb 60 socis. També es van mantenir dues germandats, la de Sant Josep, amb 44 associats i la del Sagrat Nom de Jesús, amb 40 associats.[12]
- La Segona República es va proclamar després de les eleccions de 1931, A Bonastre ja s'havia constituït la Societat Germanor de Bonastre (1930-1939), que comptava amb 106 socis. El cop d'Estat i l'alçament feixista de 1936, va desencadenar la guerra civil. A Bonastre es va crear el Comitè Local Antifeixista (1936-1939). Les conseqüències de la guerra van marcar durament les vides de molts homes i dones de Bonastre i de tot el país. Les seqüeles i devastacions de la guerra, que duraren molts anys, van agreujar les penúries i es va imposar el racionament d'aliments.
- El 9 de novembre de 1975 mor el dictador Francisco Franco i comença una tímida transició política sota el regnat de Joan Carles I de Borbó, restaurat pel mateix dictador. El 6 de desembre de 1978 s'aprova una nova Constitució Espanyola i el 25 d'octubre de 1979 es restableix l'Estatut d'Autonomia de Catalunya. S'estableixen els ajuntaments democràtics, on Bonastre conforma un districte únic amb 7 representants. Les eleccions autonòmiques de 1983 a Bonastre van donar una àmplia majoria a Convergència i Unió (CiU) i a les eleccions municipals de 1987, Pere Fontanilles (CiU), va ser novament elegit alcalde de Bonastre per majoria absoluta.

## Economia
- Superfície agrícola utilitzada (SAU). Hectàrees. Any 2009. Terres llaurades:442; Pastures permanents:24; Total:466.
- Terres llaurades per tipus de conreu. Hectàrees. Any 2009. Herbacis:22; Fruiters:37; Olivera:101; Vinya:266; Altres:17; Total:442.
- Explotacions agràries segons tinença de ramaderia. Any 2009. Sense ramaderia:44; Amb ramaderia:10; Total:54.
- Parc de vehicles. Any 2018. Turismes:372; Motocicletes:90; Vehicles industrials:117; Altres:20, Total:599.
- Impost sobre la renda de les persones físiques(IRPF). Euros, Any 2017. Base imposable general per declarant:17.853; Quota resultant de l'autoliquidació per declarant:3.959.
- Impost de béns immobles urbans (IBI). Euros. Any 2018. Nombre de rebuts:788; Base imposable per rebut (euros):28.011,40; Quota íntegra per rebut (euros):65,30.
- Habitatges familiars. Per tipus. 2011. Principals:264; Secundaris:232; Buits:56; Total:552.
- Afiliats a la Seguretat Social segons residència de l'afiliat. Desembre 2019: Homes:147; Dones:103; Total:250.
- Pensionistes de la Seguretat Social. Per sexe. Desembre 2018: Homes:61; Dones:50; Total:111.
- Atur registrat. Per sectors. Mitjanes anuals. 2019: Agricultura: 2,8; Indústria: 3,0; Construcció: 4,5; Serveis: 34,2; Sense ocupació anterior: 2,4; Total: 46,9.
- Atur registrat. Per sexe. Mitjanes anuals. 2019: Homes: 19,4; Dones: 27,5; Total: 46,9.[13]

## L'origen del nom de Bonastre

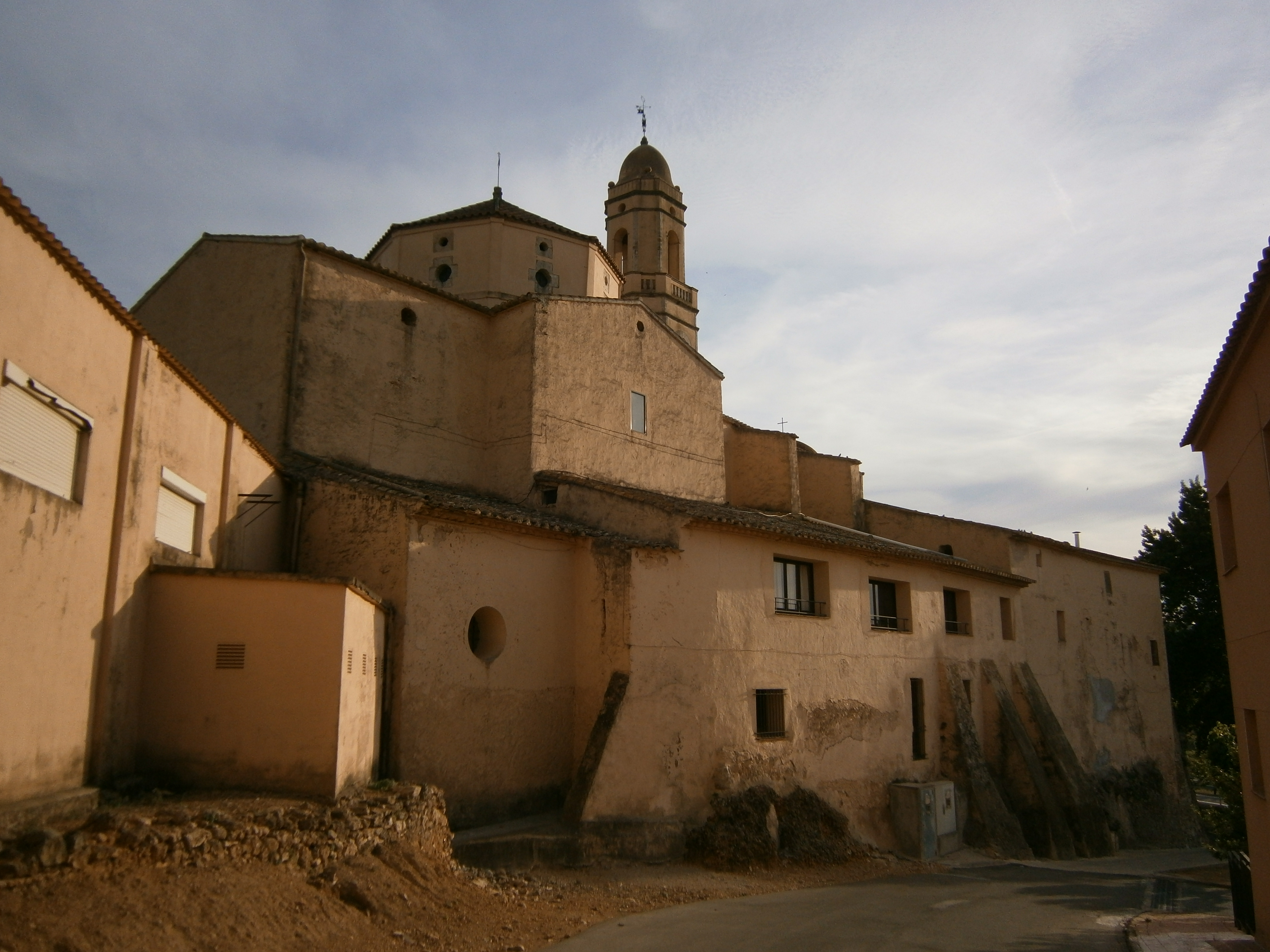
Santa Maria Magdalena de Bonastre. Església i edificicacions parroquials annexes.

Una hipòtesi conté que el nom primitiu de Bonastre prové del llatí “oleastre” terra d'oli. Es troba documentat per primera vegada “Alastro” en el testament d'Adalbert, fill del vescomte Guitard de Barcelona, el 4 de gener de 1011 (Cartulari del monestir de Sant Cugat). Més endavant “Alastre” en el document de venda del castell de Castellví de la Marca que feu el comte Berenguer de Barcelona, el 18 d'agost de 1023, a Guillem Amat (Llibre Blanch o Cartulari Major de Santes Creus). Un altre document cita el lloc amb el nom de "Salastri" en la cessió de pasturatges que Bernat de Papiol fa al monestir de Santes Creus el 26 de juliol de 1177. Poc més tard "Alastre" figura en un nou document del 29 de febrer de 1178, on el mateix Bernat de Papiol elegeix sepultura en el Monestir de Sant Cugat.
Diferents estudiosos han fet les seves hipòtesis etimològiques: de l'hebreu Bon Astruch (SECALL i GUELL, J. 1983); de l'àrab Al-Aster (URPÍ, R.M. i RESINA, J.A. 1991) i  Abu-Nasr (BALAÑÀ BADIA, P. 1990); del llatí Oleastrum (URPÍ/RESINA 1991); del llatí i català Oleastre i Ullastre (COROMINES, J. 1966-1970). L'etimologia popular I'ha fet derivar de I'aglutinació de dos mots d'origen Ilatí: "bonus", que vol dir bo, i "astrum", que significa estrella, amb la traducció de "bona estrella". L'etimologia que apareix en I'escut del municipi identifica aquesta estrella amb el Sol.
És un nom d'origen incert segons el Nomenclator oficial de toponímia major de Catalunya, (fitxa 166 NOTMC, 2007).
En el capbreu de 1694 (ACBP), al títol ja s'hi escriu: “Cabreu del lloch de Sta Madalena de Bonastra”.

## Festes i celebracions
- Festa Major Gran: 22 de juliol, Santa Maria Magdalena. Ja era patrona de la parròquia el 1726, quan Josep Cabrer, rector que fou de Bonastre, en el Llibre Major de les Rendes i Obligacions de la Rectoria de Bonastre, en escriure els actes del mes de juliol, diu del dia 22: "Festa de santa Magdalena, patrona de la Parròquia. A la vigília, cant de completes. Processó per tot el poble, ofici solemne amb ofertori."[16] Cal esmentar la presència d'imatges de la santa a més del presbiteri. A la portada de l'església, que està emmarcada per pilastres que sostenen el frontó triangular amb una fornícula, hi ha una petita imatge de santa Magdalena. Al campanar, la campana gran porta el seu nom. La font de Santa Magdalena conservava unes rajoles amb la figura de la santa.
- Festa Major Petita: 22 de maig, Santa Quitèria. A la Consueta de la Parròquia de 1726, Josep Cabrer, rector de Bonastre, hi anotà: Festa de Santa Quitèria. La vigília, cant de Completes. Processó per tot el poble, cant dels goigs, ofici solemne amb ofertori (el dia de la festa).Pagaven les donzelles. I l'endemà: Aniversari de les donzelles difuntes i devotes de Santa Quitèria. En el mateix llibre de l'any 1739:[17] El dia 22 de maig, festa de la santa, assistiren molts forasters a la festa de Santa Quitèria, a causa que molts llops rabiosos mossegaren a diferents veïns de pobles veïns. Vingueren molts devots a la Festa de santa Quitèria, per haver succeït que molts llops rabiosos feren mal a molts veïns d'aquests llocs. Tocaren a la festa dos músics de violins i un altre de guitarra. (Als primers els donaren de jornal 10 sous a cadascú i al de la guitarra 7 sous i 6 diners).
- Fira de Bonastre: el cap de setmana anterior al de la Festa Major. Una mostra d'artesania, producció agrària i gastronomia que ja compta amb 10 edicions.

## Bonastrencs i bonastrenques il·lustres
- Josep Sanabre i Sanromà (Bonastre, 10 de novembre de 1892 - Barcelona, 18 d'abril de 1976). Fou un historiador i arxiver de l'arquebisbat de Barcelona. Durant els 46 anys que va ser arxiver, va ordenar les sèries i va fitxar més d'un milió de documents. De les seves publicacions destaca "El Tractat dels Pirineus i els seus antecedents", La acción de Francia en Cataluña 1640-1659, la Guia de l'Arxiu Diocesà de Barcelona (Barcelona 1934) i El Archivo Diocesano de Barcelona (Barcelona 1947)

- Teresa Calaf i Miracle (Bonastre, 20 de desembre de 1871 - Cullera (Ribera Baixa), 19 d'agost de 1936) Va néixer a la masia de cal Pié de Bonastre. L'any 2001 Maria Teresa Calaf va ser beatificada pel papa Joan Pau II, junt amb 233 persones més. A Bonastre li dedicaren i li canten uns goigs (Arasa i Ferrer, J. 2016)

- Josep Maria Marlès i Bacardit (Barcelona, 1 de desembre de 1912 — Barcelona, 25 de desembre de 2004) Molt vinculat a Bonastre (el Baix Penedès), fou alcalde d'aquest municipi entre el 1944 i el 1957. Poeta i traductor de clàssics. En el seu darrer llibre de poemes Estances d'amor (1991) inclogué versions de Prudenci, Leopardi i Poe, entre d'altres. El 1988 adaptà una selecció de Poemes de Hölderlin escrits en esquemes grecollatins, escassament coneguts en català, dels quals ja havia traduït “L'arxipèlag” per a la revista Reduccions el desembre de 1986.

## Relació de la família de Pau Casals amb Bonastre
La vida del gran violoncel·lista Pau Casals és prou coneguda per tothom, però hi ha pocs dels seus admiradors que coneguin la relació que la seva família tingué amb Bonastre.
Si bé encara Pau Casals no havia construït la casa de Sant Salvador, aprofitava els estius per anar a descansar a la seva platja.../... Si bé la mare Pilar gaudia d'aquell clima i entorn, no resultava favorable al seu pare Carles, que no podia fruir d'aquell espai marítim: «Un refredat molt fort li deixà com a relíquia una bronquitis que el faria sofrir tota la vida» (p. 21). Per aquest motiu, ens diu la seva biògrafa, Elisa Vives de Fàgregas: «El pare no estava gaire a Sant Salvador; la humitat del mar li era poc saludable per a l'asma i es trobava millor a Bonastre». Les estades del pare Carles a aquesta població foren sovintejades, i segurament feia estada en la casa de la família on havia passat els seus primers anys de vida el seu fill Lluís. Per aquest motiu, Pau Casals, adquirí un habitatge al carrer del Mig, número 1, d'aquella població. Heus ací la descripció de la casa que en fa l'autora: La façana frontal i lateral de la casa de Bonastre dona a una vall rodejada de petites muntanyes. Allí, els pobres pulmons de Carles, malalts des de la infància, absorbien àvidament l'aire d'aquell gran horitzó solitari. La seva sola visió el feia respirar amb menys dificultat. S'hi trobava bé, a Bonastre. La casa era espaiosa, la gent, senzilla i amable (p. 209). Carles es trobava a gust en aquell ambient de calma. Pilar, no. Ella el venia a veure i s'hi quedava poc perquè estava atrafegada en fer estudiar l'Enric, que era també molt músic; però Pilar ja no tenia ànims per reprendre la trajectòria que havia seguit amb el fill gran (p.208).
Fou al cap de molts anys, el 14 de febrer de 1983, que la vídua de Pau Casals, Marta Montañez Martínez, la va vendre, pel valor de 100.000 pessetes, a Joan Domènech Martí, de Vila-rodona (conegut com a «Xerric»), que continuà l'activitat que havia tingut temps enrere. Durant aquest període, es van perdre molts dels records de l'estada de la família Casals (mobles, llibres, quadres, partitures, i un llarg etcètera). Això ens ho ha confirmat l'Oriol Mercader, nascut a l'habitatge del davant (Casa del Delme), el qual conta que, de menut, havia ajudat el forner a eliminar tot allò que per a nosaltres haurien estat relíquies preuades, fet que ara, de gran, lamenta amb remordiment.

## Punts d'interès

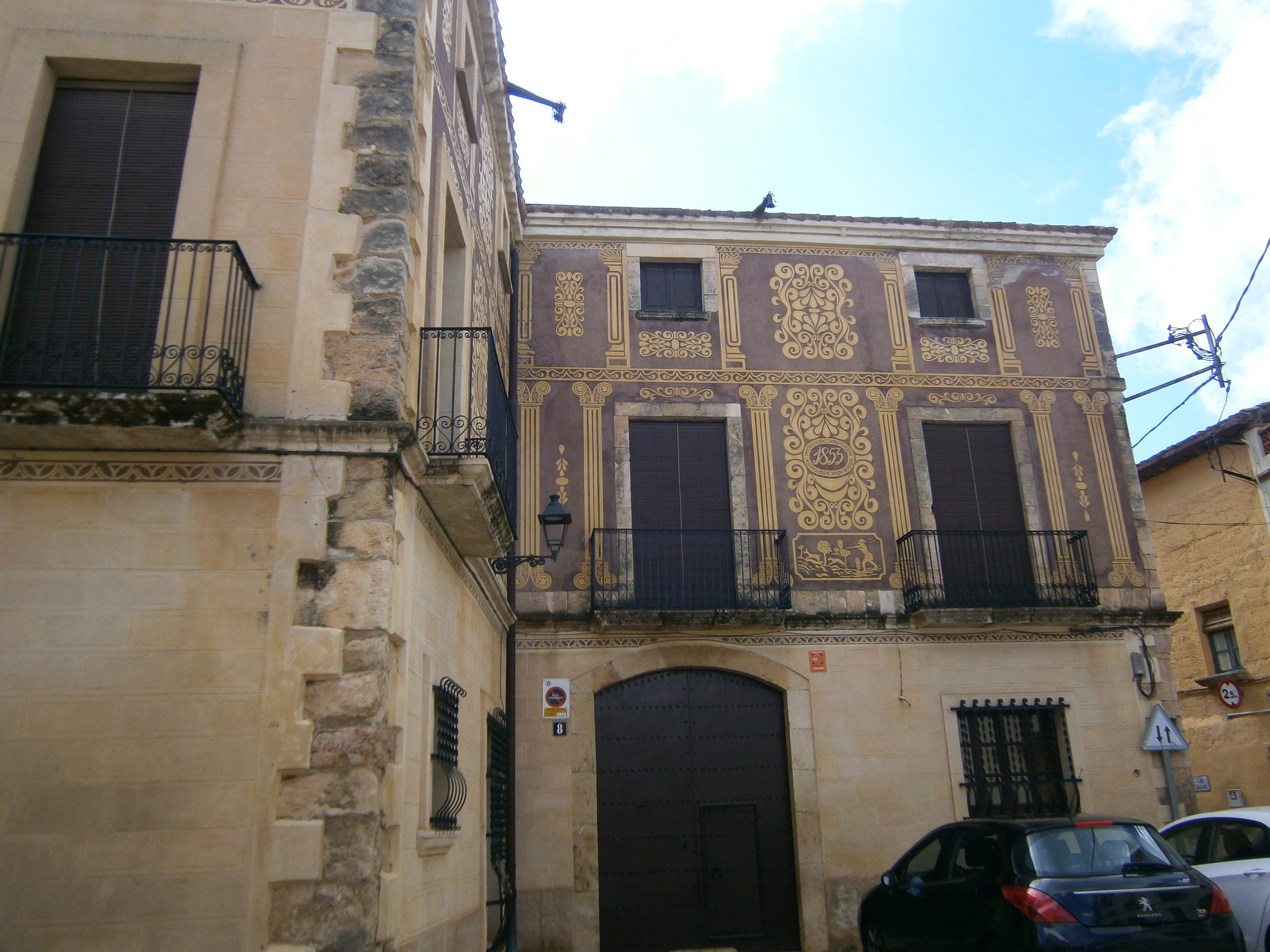
Casa Fontanilles (Cal Fontanilles) a la Plaça Major de Bonastre

1. Casa Fontanilles, s. XV a XIX (Pl. Major): 369228.7 m - Y: 4564428.6 m (ETRS89 UTM 31N) La Casa Fontanilles, a la plaça major, és sens dubte una de les cases més antigues de Bonastre. Podem dir que els Fontanilles van ser una de les primeres nissagues de pobladors durant l'Edat Mitjana, un cop guanyades les terres als sarraïns. Els fonaments de la casa, poc semblant a la que ara veiem, daten de les darreries del segle xiv. Amb tot, està inventariada al Patrimoni Arquitectònic de Catalunya pels rics esgrafiats de la façana que van ser realitzats el 1851 i que van ser restaurats pels propietaris ara fa pocs anys. És una casa senyorial de la qual observem el seu exterior però, com tota casa antiga, guarda en el seu interior una llarga història.

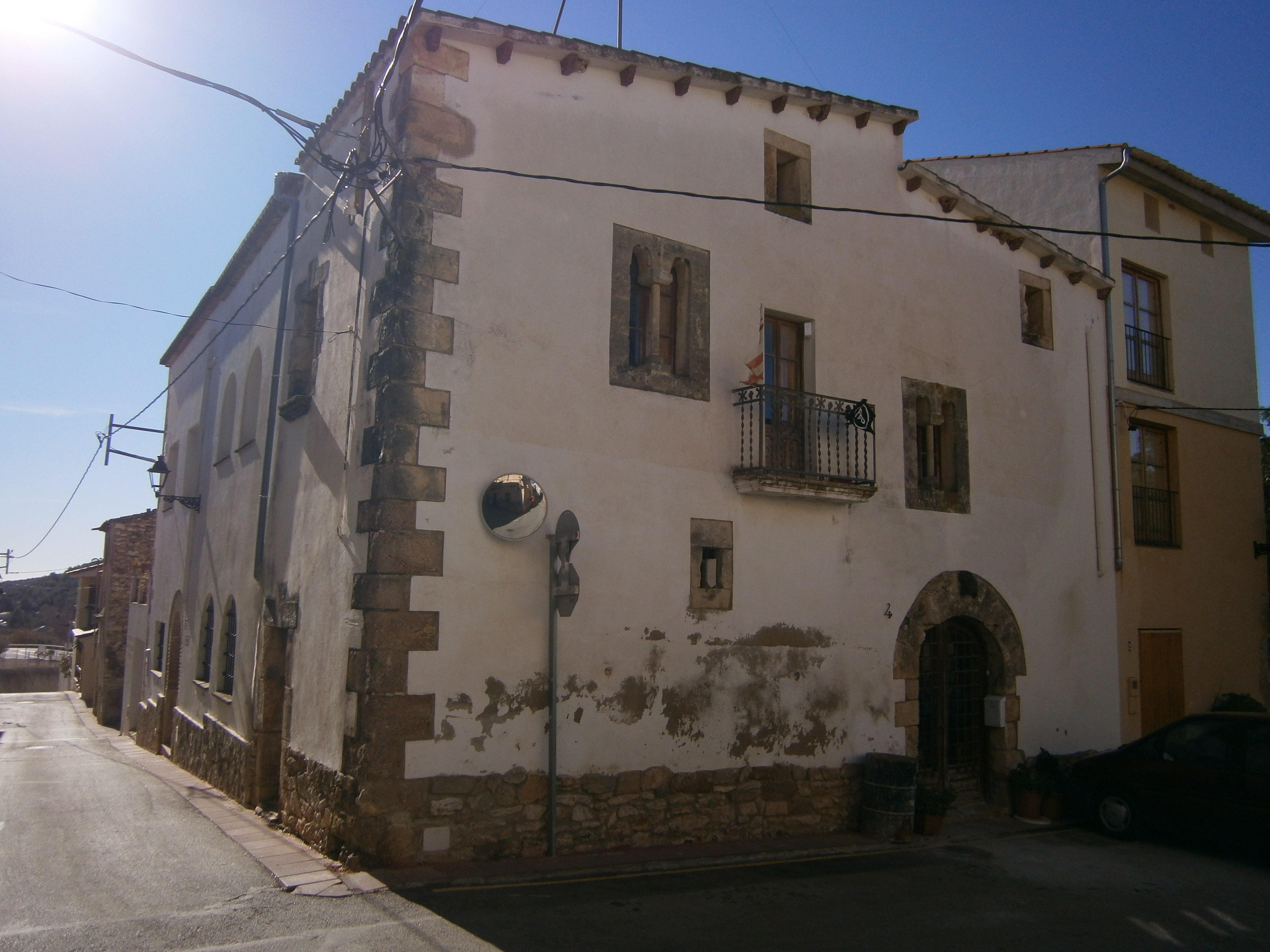
Casa del Delme al carrer Major (la Placeta-carrer del Mig)

2. Església parroquial de Santa Maria Magdalena. (1270 / Barroc 1833) X: 369312.5 m - Y: 4564596.8 m (ETRS89 UTM 31N) Va ser construïda entre els anys 1833 i 1850 segons figurava en les efemèrides de Mn. Francesc Figueras, la següent nota: “22 d'abril 1849. Es comença a tirar a terra la Iglesia, successivament que s'anà edificant la (nova) Iglesia”. Aquesta nota constava en el Llibre de la Iglesia de Bonastre, pàg. 137 (Vilaseca, J. 2015). Document destruït en els primers temps de la guerra civil. D'estil barroc classicista de planta de creu, en una sola nau coberta de volta de canó dividida en tres trams i amb capelles laterals comunicades entre si. Conté el sagrari forjat, i el baptisteri, obres de Josep M. Jujol (1944).
3. Casa del Delme (1167-1300) (Carrer Major) X: 369167.3 m - Y: 4564299.3 m (ETRS89 UTM 31N) La Casa del Delme (Cal Ferrer) a “la Placeta”, és potser una de les cases més antigues que es conserven al poble. Anomenada del Delme perquè s'hi recollien els tributs (delmes) que imposava l'abat i el Monestir de Sant Cugat, que van ostentar durant llargs períodes la jurisdicció de moltes terres i llocs de la comarca. També durant molts anys hi havia instal·lada la ferreria, d'aquí el sobrenom de Cal Ferrer. L'edifici devia ser una casa forta bastida sobre un ressalt a mode de muralla. Possiblement disposava d'una torre o construcció més elevada. Actualment està dividida entre 3 propietats. Exteriorment s'hi aprecien arcs i finestrals, alguns d'ells parcialment restaurats i en el seu interior encara reposen els arcs apuntats típics del gòtic tardà.

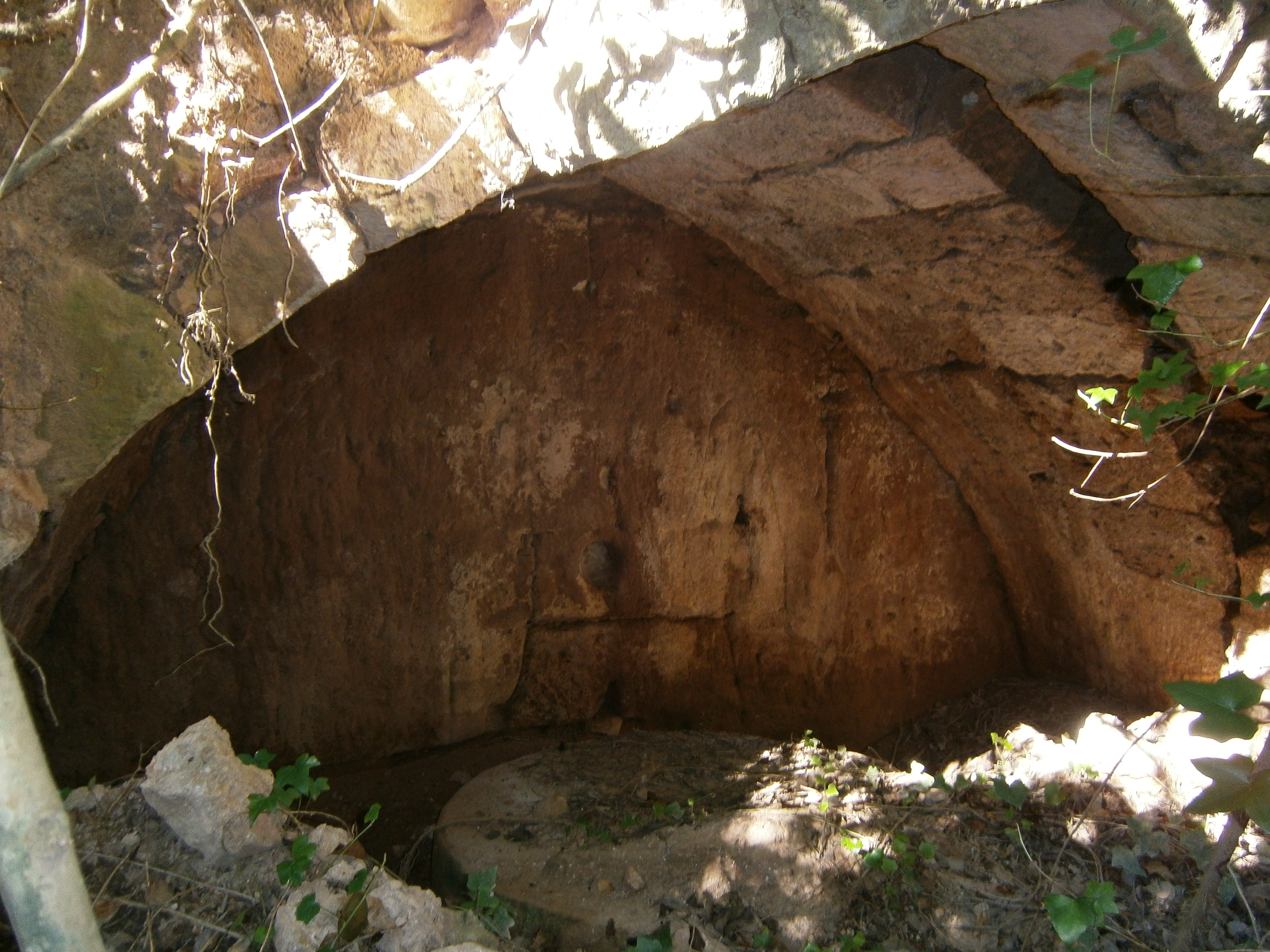
Molí de Bonastre (en runes)

4. La Societat (1931) X:369261.3m Y:4564191.9m (UTM31N - ETRS89) Edifici rehabilitat construït per la Societat Germanor de Bonastre (1930) durant el període de la Segona República que va suposar un revifament associatiu i cultural a arreu de Catalunya. De caràcter apolític però compromesa amb la vida social i cultural del poble, va desaparèixer l'any 1939, quan amb l'entrada de l'exèrcit es van requisar les claus del local.
5. El Molí.(1562) Obra industrial popular (Torrent de l'Aguilera) X: 369431.5 m - Y: 4563333.5 m (ETRS89 UTM 31N) El Molí fariner de Bonastre és un element del patrimoni històric i cultural únic al terme municipal. Ha format part de la història i la vida rural de Bonastre durant més de 400 anys. El Molí de Bonastre és excepcional en el territori per la reduïda conca hidrogràfica on es va edificar, possibilitant l'existència d'altres molins als termes de Roda de Berà i Creixell. Un molí fariner lligat a la riquesa de la força hidràulica i a la història de les lluites per a disposar de l'aigua i la seva energia. Un primer element integrant i origen del sistema hidràulic Bonastre-Roda.

## Tradicions
Ball Parlat de Santa Magdalena. El 25 d'abril de 2016, va sorgir la idea de recuperar-lo i representar-lo a la Societat, el mateix lloc s'havia representat per darrera vegada (1941). Així, un grup de bonastrencs va agafar l'adaptació que en Josep Mercadé havia fet del text original d'en Marc Fusté i Olivé, on hi havia incorporat fragments del Ball Parlat de Santa Magdalena de la Nou de Gaià, versos de Guimerà i dues escenes de La Gran Tragèdia de la Passió y Mort de Jesu-Christ. Recuperat el 2016 en la nova versió de Josep Mercadé Riambau, i representat completament el 22 de juliol de 2017 després de 76 anys de la darrera representació.

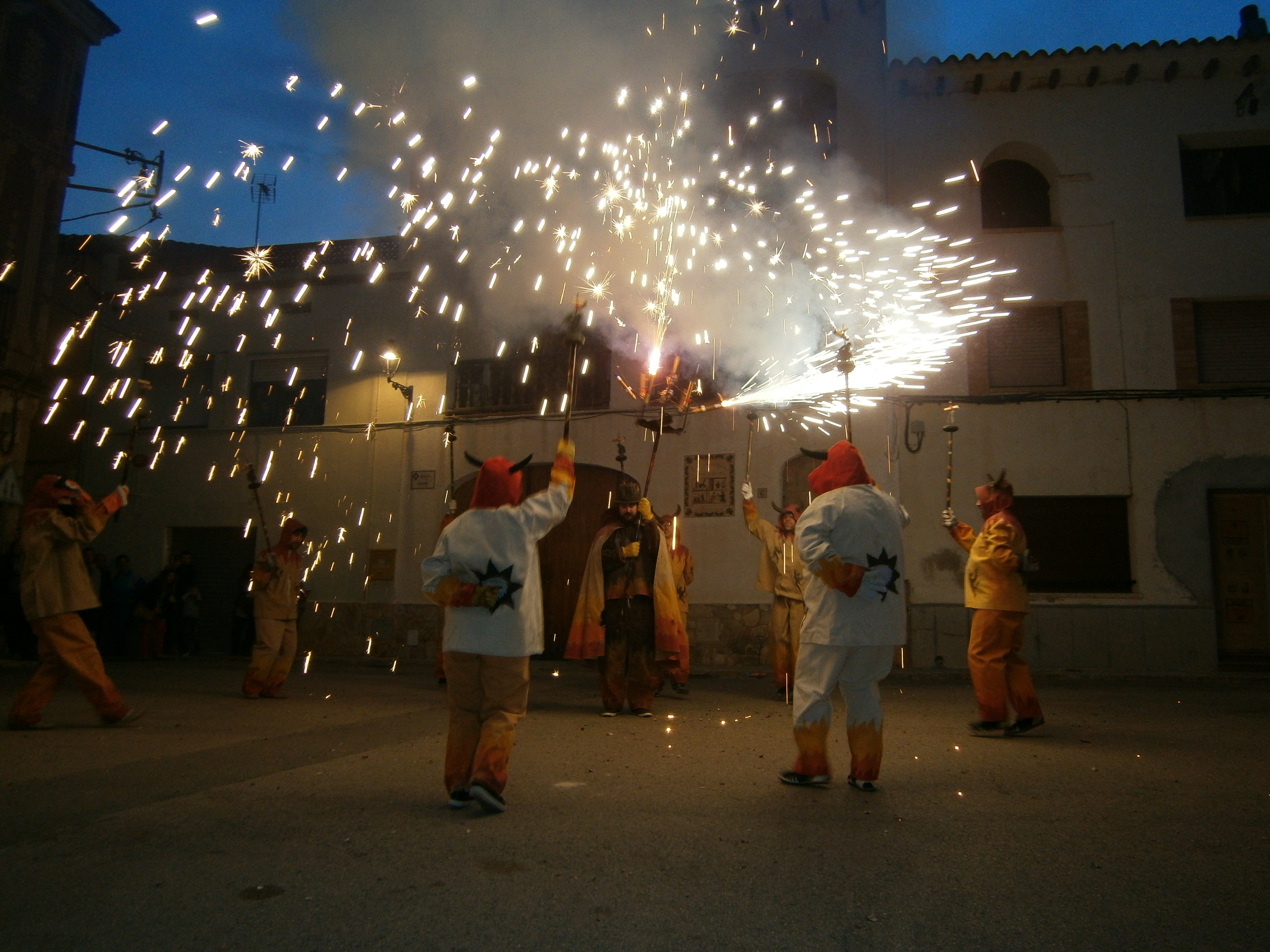
Aguilots de Bonastre.Ball de Diables a la Plaça Major

Aguilots de Bonastre (Ball de Diables) des de 2005. La Colla de Diables de Bonastre s'ha anat consolidant fent sortides per la resta de pobles de la comarca i amb la participació en les festes importants de la localitat. El ball s'acompanya amb un nombrós grup de tabalers i tabaleres que anuncien el correfoc i marquen el ritme de la festa.
L'Àguila o Aguilot de Bonastre (Bèstia de Foc). El projecte de fer una bèstia de foc sorgeix de la colla de diables de Bonastre (Aguilots de Bonastre) en celebrar el cinquè aniversari, i finalment es materialitza el 21 de maig de 2010, quan van batejar l'Aligot.

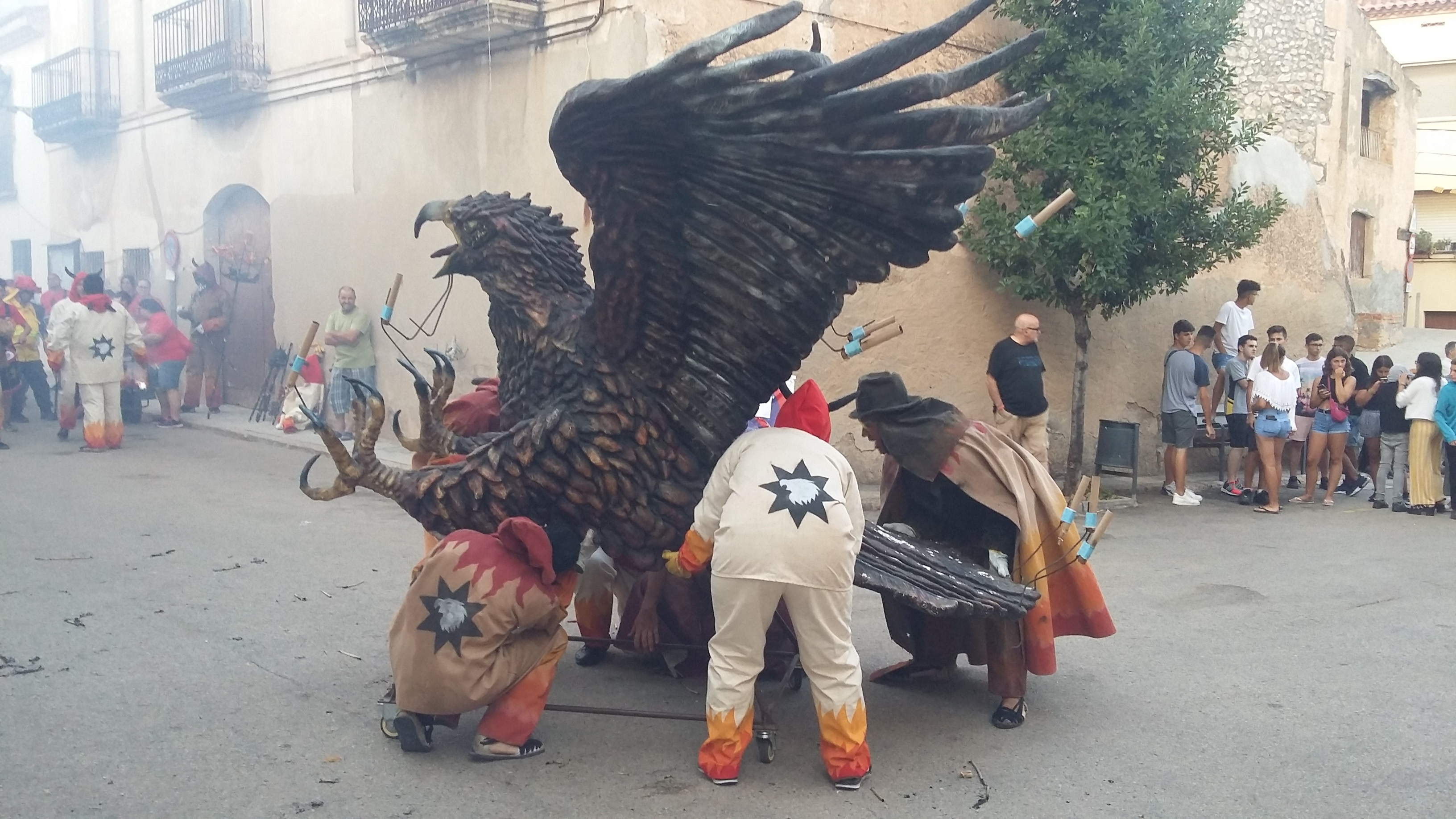
L'Àguila de Bonastre

Cercavila o processó del Pa Beneit: Entre les de caràcter popular i religiós que encara perduren, destaca la cercavila o processó del pa beneit. Es creu d'origen medieval i lligada a la benedicció que es feia de la farina vella abans de segar el blat nou.És un cercavila pels carrers del poble, on les parelles, sovint mudades amb vestit tradicional català, porten a beneir la coca de sucre, derivada del pa originari, que la noia transporta sobre una fusta folrada amb tela blanca i coberta amb una mantellina. Detalla Mn. Francesc Figueras en la seva consueta parroquial (1899-1905): "22 juliol Santa Magdalena. Patrona. Festa Major. A les 10 del matí sortí la professó que amb companyia de la música, amb assistència de 14 Pvres. i de les Autoritats, bastant fidels i amb les tradicionals nenes que portaven el pa beneit (que en el dia d'avui i continuant un antic costum el pagà i sortí de casa Fontanilles), recorregué tot el poble, cantant-se a la Plaça (com és costum cada any) un motete per l'orquestra."

## Oficis i objectes ancestrals

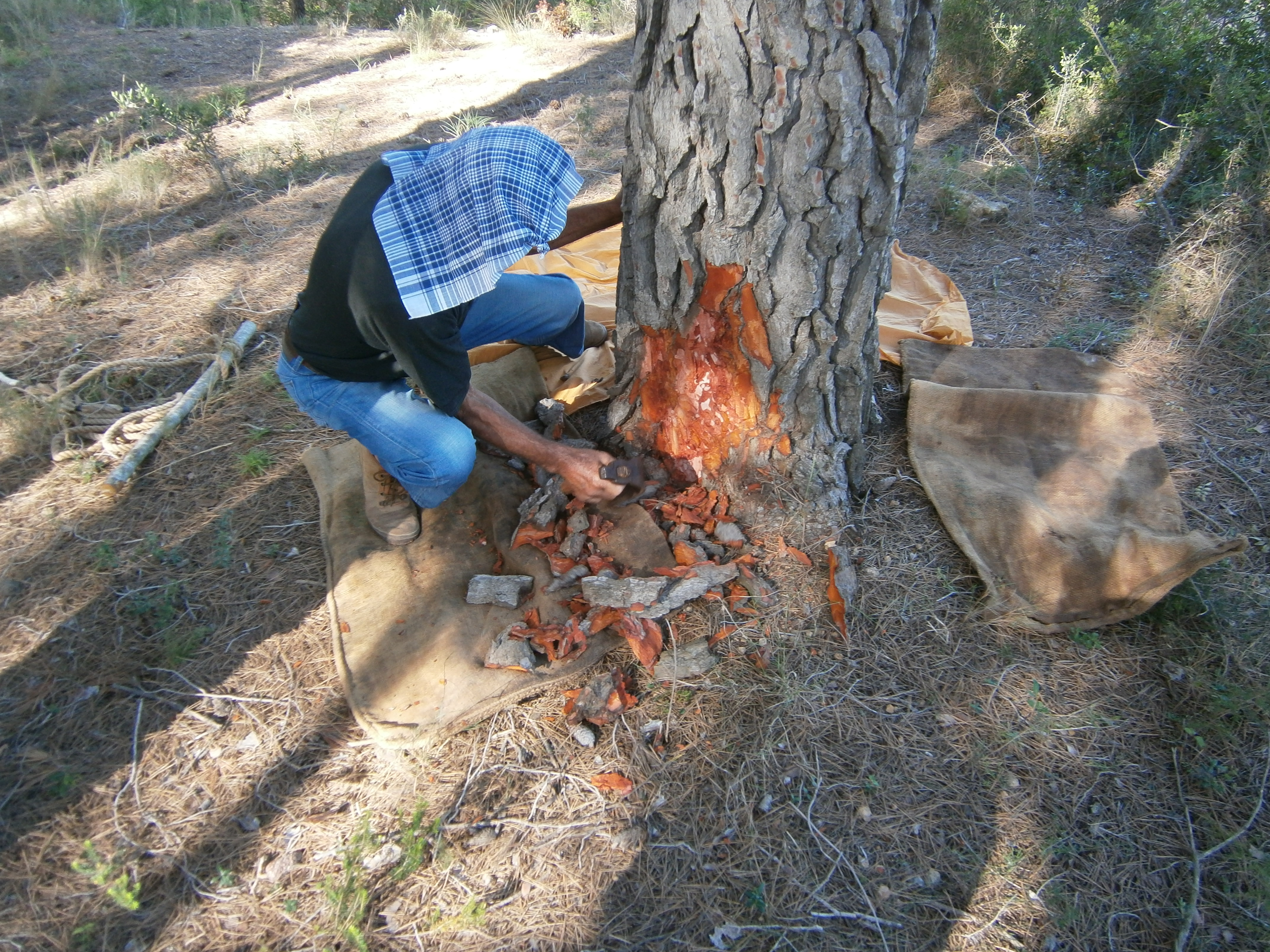
Escorçador pelant un pi (recreació de l'ofici a Bonastre)

Oficis: Cal destacar, a més de tots els comuns a les tasques del camp, l'ofici dels boscaters: llenyataires, fogassers, carboners i escorçadors. En el cas dels escorçadors, que extreien l'escorça dels pins per a l'ús industrial de l'adob del cuir, n'ha quedat constància viva a través de persones que, de joves, i durant l'hivern, quan la feina minvava al camp, anaven a fer escorça als boscos dels municipis més pròxims i fins i tot de més llunyans. Els escorçadors de Bonastre i els del poble veí d'Albinyana, tenien fama a tota la comarca.
Objectes: Són aquells objectes tradicionals de la vida domèstica fets per la gent del poble amb els elements naturals de què disposaven. Són objectes comuns a molts indrets del país, però en destaquem alguns que s'ha pogut constatar que es feien a Bonastre: Cortines de redoltes, joncs i paper. Esponges, manyocs i fregalls vegetals. Detergents: saldó i terra d'escudella. Objectes de palma: senalles, catifes, sàrries, creus de porta d'entrada. Recipients de canya: salers, guarda agulles, altres. Penjadors de nus de branca. Entreteniments infantils.

## Topònims

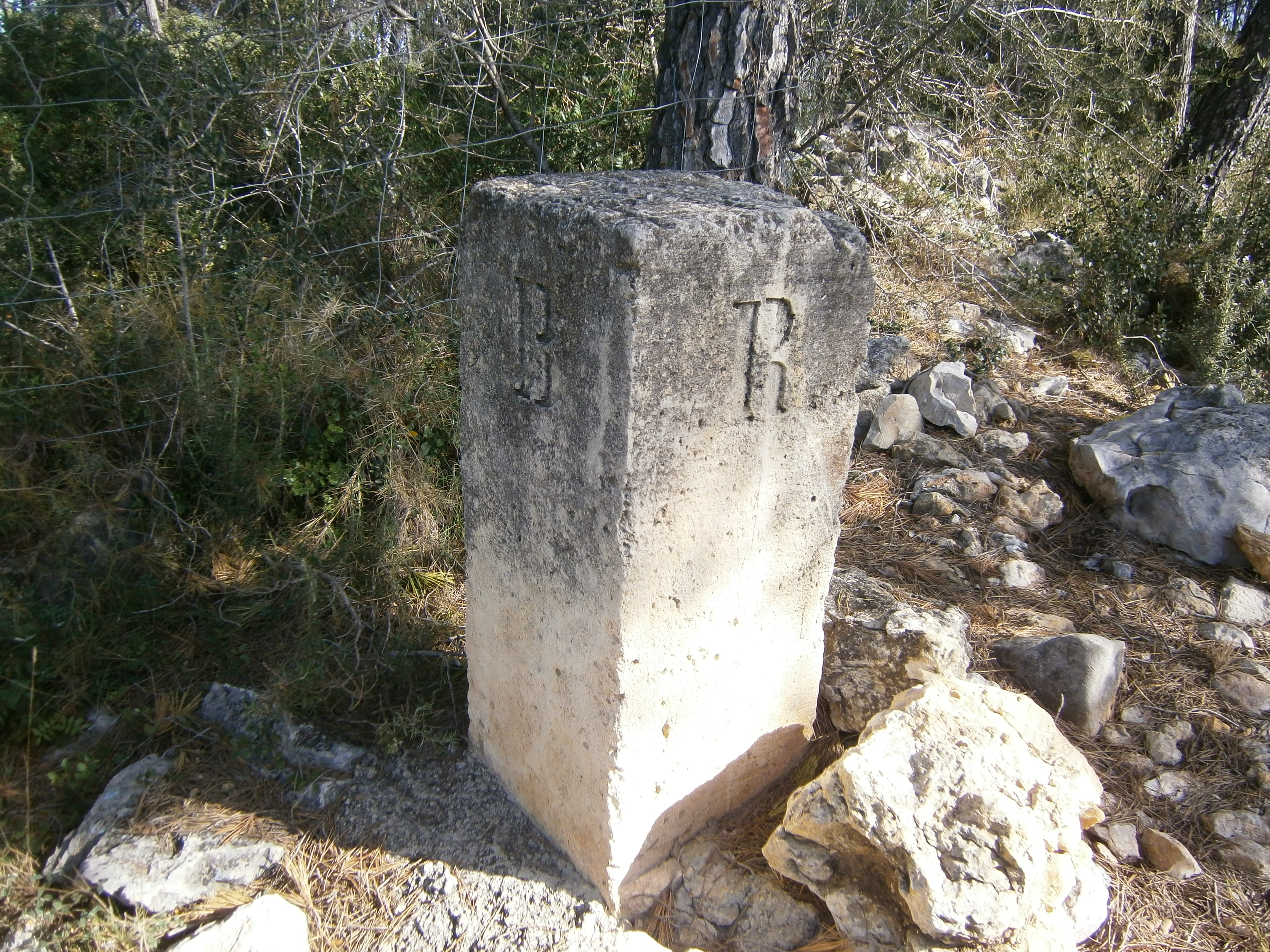
Pedra dels Quatre Termes. Lloc on convergeixen els límits municipals de Bonastre, Albinyana, Roda de Berà i El Vendrell.

El relleu, amb formes ben diverses (muntanyes, plans, torrents comes) i la grandària del terme municipal bonastrenc (24,9 km²), comporten l'existència d'un elevat nombre de topònims o noms individualitzats que distingeixen els llocs precisos i que són interpretables dins del context geogràfic territorial.
Podem afirmar que la mateixa diversitat orogràfica observada a una escala major, en un territori de fondos, costers i raconades, és la raó principal de l'abundància de topònims vius al terme.
| lloc                 | element          | localització                                  | altitud | característiques    |
| -------------------- | ---------------- | --------------------------------------------- | ------- | ------------------- |
| Ca l'Antic           | masia enrunada   | al camí de Masarbonès (els Masos)             | 268 m   | amb aljub i corral  |
| Cal Lluïsot          | masia renovada   | al camí de Salomó                             | 220 m   | mas i celler (s.IV) |
| Cal Puxic (Puig Xic) | masia enrunada   | camí del fondo de Cal Puxic                   | 291 m   | habitada fins 1950  |
| Cal Setró            | masia renovada   | camí del Vendrell (finca Pedra Grossa)        | 229 m   | finca de caça       |
| Mas de la Trunyella  | masia conservada | camí de Vespella de Gaià (límit municipal)    | 218 m   | amb font i bassa    |
| Mas Gatell           | masia conservada | al camí de Vespella de Gaià (límit municipal) | 205 m   | mas i celler        |
| Masia dels Plans     | masia conservada | al camí de Salomó                             | 251 m   | amb pou i corral    |
| Els Plans            | plana agrícola   | plana al nord del fondal de Bonastre          | 270 m   | vinya i olivera     |
| Bosc dels Plans      | bosc             | al nord-oest de la Masia dels Plans           | 237 m   | pi blanc i brolla   |
| Coll de Repàs        | collada          | al camí de Roda de Berà (límit municipal)     | 146 m   | camí de carro       |
| Plana d'en Pié       | plana agrícola   | al camí nou de Masllorenç, (Masia d'en Pié)   | 265 m   | vinya i olivera     |
| Les Mines de Ferro   | antigues mines   | al camí nou de Cal Setró (fondo de les Mines) | 211 m   | boques i forn       |

## Excursions i caminades

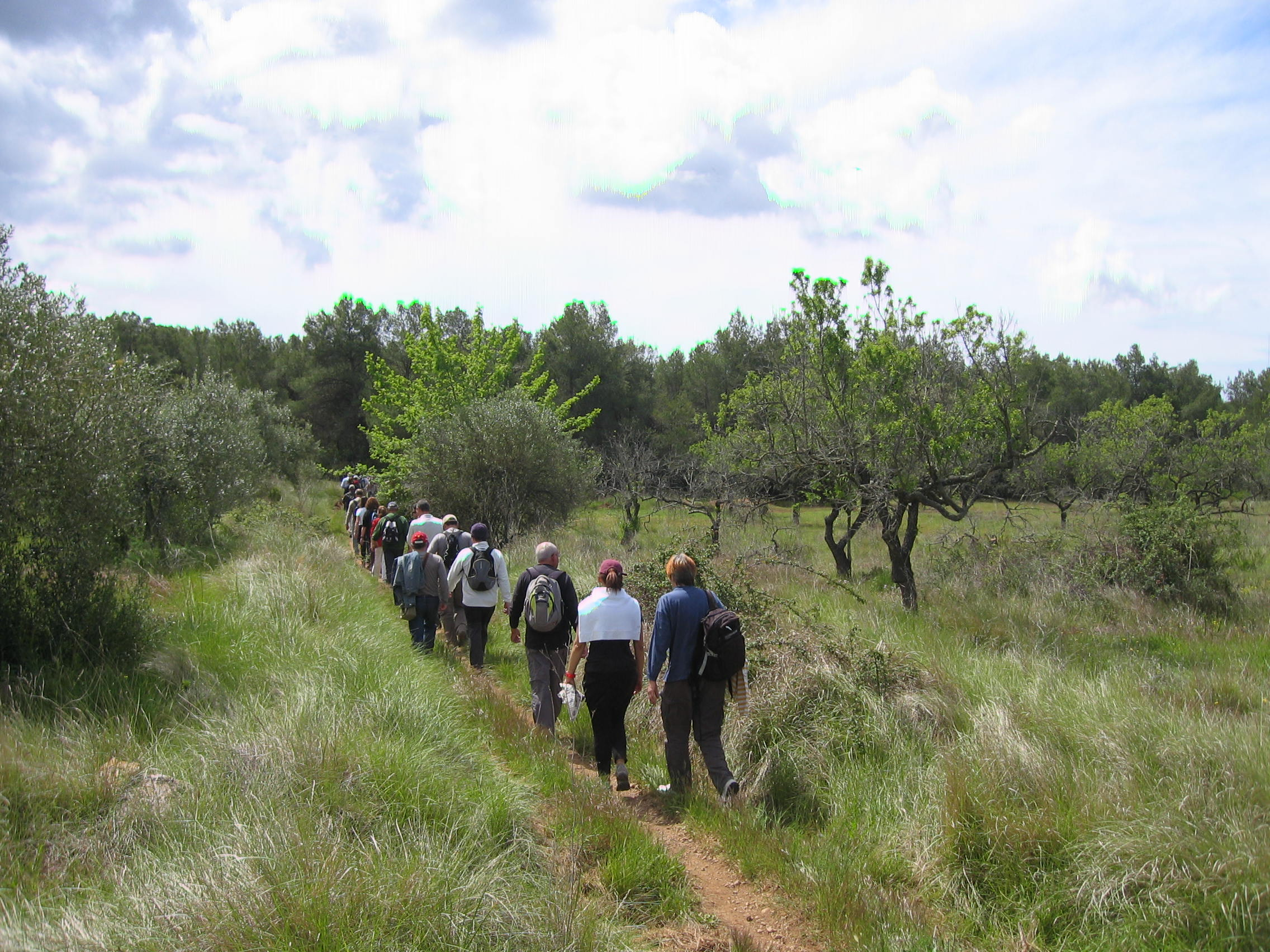
Ruta Bonastresc. Els Plans.

El territori del Massís de Bonastre, per la seva proximitat a la franja litoral i envoltat d'àrees força urbanitzades i pobles i ciutats molt poblades, és un espai apte per fer-hi passejades i excursions. A peu, en bicicleta de muntanya o a cavall, els fondals i els turons del massís ens amaguen racons i ens descobreixen horitzons dins d'un paisatge transformat per la mà de l'home on la natura persistent recobra la seva força.
Ruta Bonastresc La millor manera de conèixer el Massís de Bonastre és recórrer a peu o en BTT els 18 km del Bonastresc. Un traçat dissenyat pels mateixos veïns que ara està senyalitzat perquè tothom el pugui gaudir.
Rutes senyalitzades Les rutes proposades es basen en la ruta circular del Bonastresc i una sèrie de rutes que connecten amb aquesta ruta principal (Camins de Bonastre).

## Natura i biodiversitat

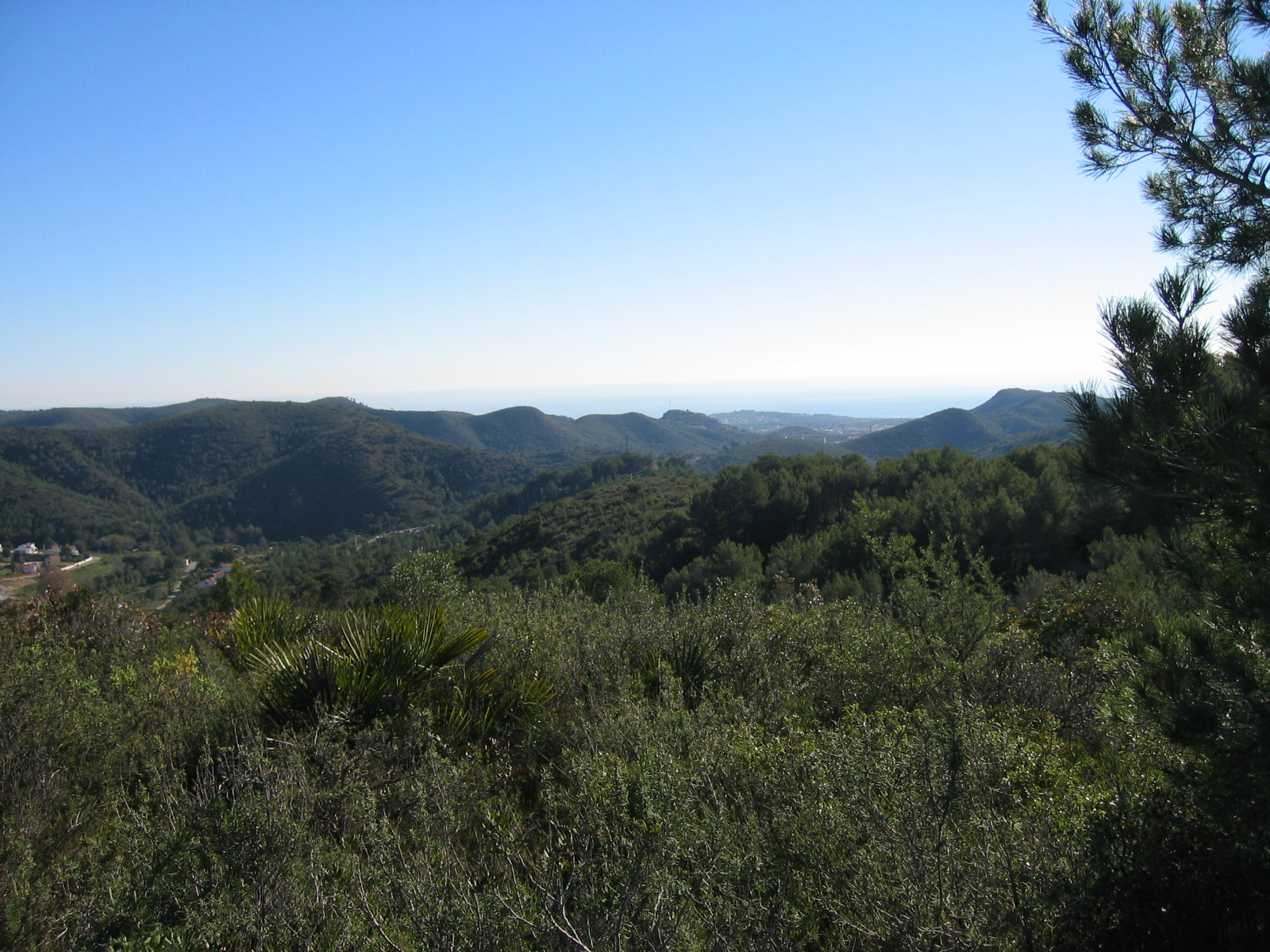
Muntanyes del Massís de Bonastre amb el mar al fons

L'Espai Natural del Massís de Bonastre es troba en un sector de muntanyes baixes que s'interposen entre les planes de l'Alt Camp i el Baix Penedès i encerclen planes aprofitades per a les activitats agrícoles. Aquest gran mosaic agroforestal permet acollir espècies faunístiques de gran valor i grau de protecció, com ara l'àguila cuabarrada, que hi nidifica.
La funció principal dels espais naturals protegits de Catalunya és conservar mostres representatives de la fauna, la flora i els hàbitats propis del territori, de manera que es puguin desenvolupar els processos ecològics que donen lloc a la biodiversitat (l'àmplia varietat d'ecosistemes i éssers vius: animals, plantes, els seus hàbitats i els seus gens).

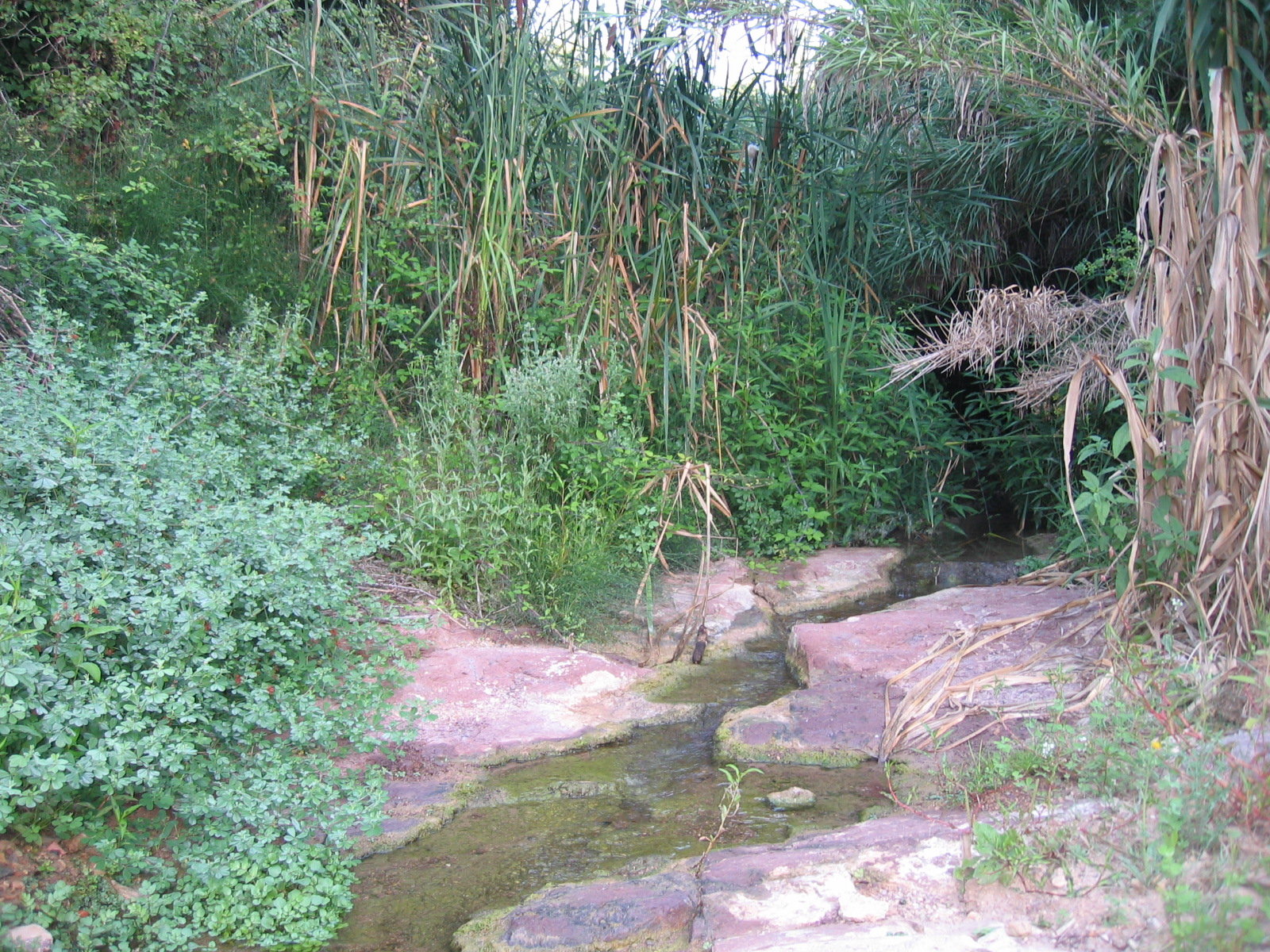
Torrent de l'Aguilera

Fauna: En aquest espai cal fer un esment especial a la nidificació de l'àguila cuabarrada (Hieraaetus fasciatus). D'altra banda, hi ha bones poblacions de duc (Bubo bubo), àguila marcenca (Circaetus gallicus) i altres espècies com el còlit negre (Oenanthe leucura), la cogullada fosca (Galerida theklae), el cucut reial (Clamator glandarius), l'enganyapastors (Caprimulgus europaeus) i el siboc (Caprimulgus ruficollis). Fins fa poc, la cada vegada més escassa gralla (Corvus monedula) ha nidificat a l'espai. Entre els rèptils és relativament freqüent la serp de ferradura (Coluber hippocrepis). Entre els mamífers cal esmentar la presència de l'eriçó fosc (Erinaceus europaeus), la llebre europea (Lepus europaeus), el senglar (Sus scrofa) i diversos carnívors típics d'ambients mediterranis. Una remarca especial mereixen els quiròpters, amb poblacions destacables d'espècies cavernícoles a avencs i coves.
Espècies de fauna protegides
Espècies de fauna de l'Annex II de la Directiva 92/43 d'hàbitats: Llista referent al conjunt de l'Espai de la Xarxa Natura 2000 del massís de Bonastre. En el cas de l'ENP massís de Bonastre, les espècies presents són: Miniopterus schreibersi, Myotis emarginatus, Myotis myotis, Rhinolophus euryale, Rhinolophus ferrumequinum, Rhinolophus hipposideros, Rhinolophus mehelyi.
Espècies d'ocells de l'Annex I de la Directiva 2009/147 d'aus: Llista referent al conjunt de l'Espai de la xarxa Natura 2000 del Massís de Bonastre. En el cas de l'ENP del Massís de Bonastre, les espècies presents són: Hieraaetus fasciatus, Falco peregrinus, Bubo bubo, Caprimulgus europaeus, Alcedo atthis, Calandrella brachydactyla, Galerida theklae, Lullula arborea, Anthus campestris, Oenanthe leucura, Sylvia undata, Emberiza hortulana.

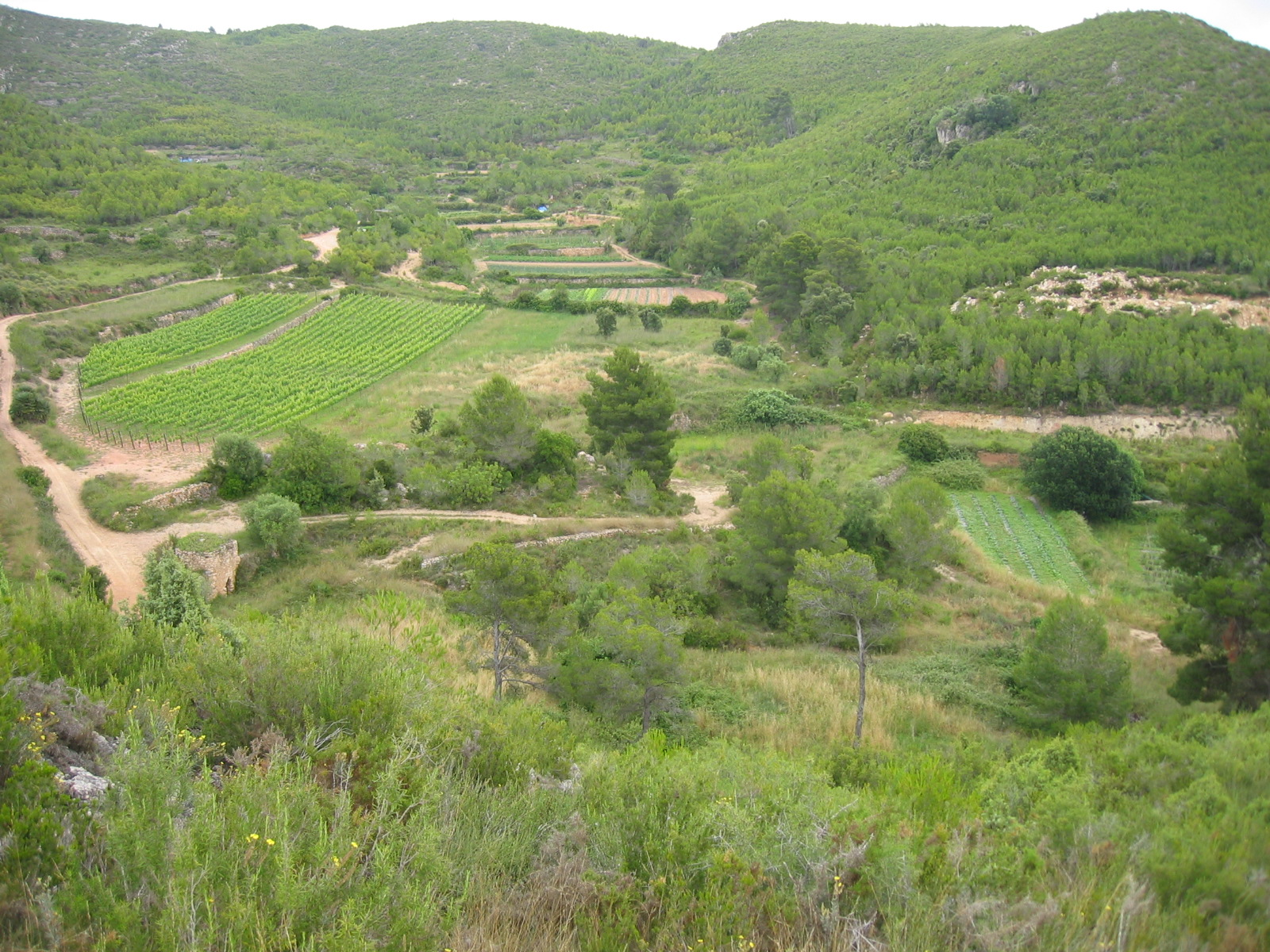
Vinyes entre muntanyes. Fondo del Sitgetí (Bonastre)

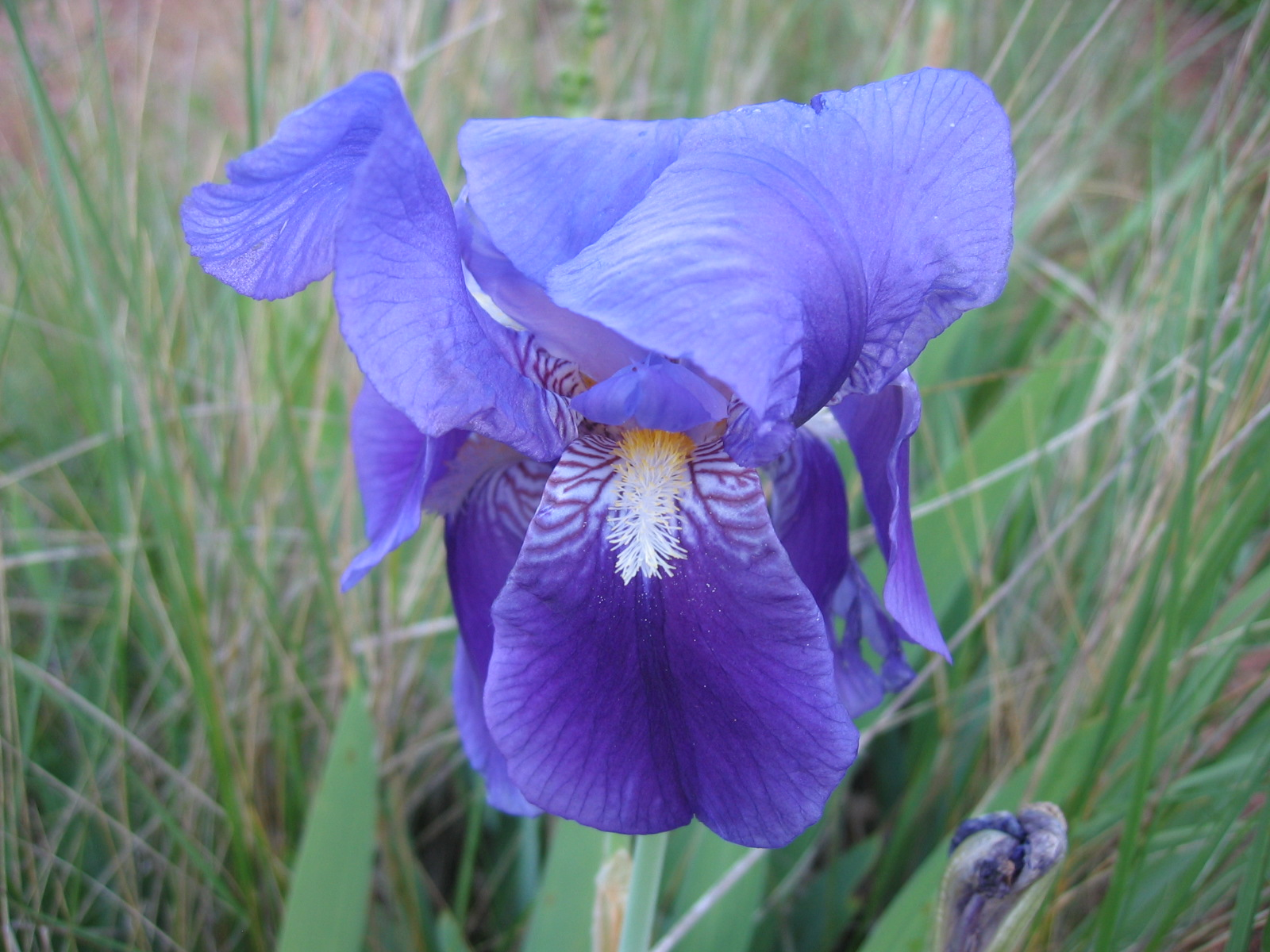
Lliri blau. Iris germanica Lam.

Vegetació i flora: Les comunitats vegetals dominants entren dins el domini de la màquia de garric i margalló (Querco- Lentiscetum), amb algunes zones amb fragments d'alzinar (Viburn tini-Quercetum ilicis). Aquest Espai ha estat afectat per incendis forestals de grans dimensions, la qual cosa ha condicionat que la brolla calcícola (Rosmarion-Ericion), els garrics (Quercetum cocciferae) i les pastures xeròfiles d'anuals i vivaços (Thero- Brachypodion) dominin àmpliament el paisatge, tot i que hi trobem algunes taques d'extensió considerable amb estrat arbori de pi blanc (Pinus halepensis), amb espècies pròpies de la màquia i els alzinars, la brolla calcícola i els prats xeròfils al sotabosc. En alguns cursos fluvials es desenvolupen boscos de ribera bastant ben conservats (Populetalia albae), amb abundància de freixes (Fraxinus angustifolia) i interessants poblacions de murtra (Myrtus communis). Alguns tallats i afloraments rocosos acullen espècies de l'Esplenion petrarchae. Entre les espècies més remarcables de la seva flora també hi ha termòfiles com Asparagus horridus, Iris chameiris, Anthyllis fontqueri, Narcissus dubius, etc.
Hàbitats protegits:
Hàbitats de l'Annex I de la Directiva 92/43 d'hàbitats. Llista referent al conjunt de l'Espai de la Xarxa Natura 2000: 5330, 6220, 8210, 9540, 92A0 

## Hidrografia

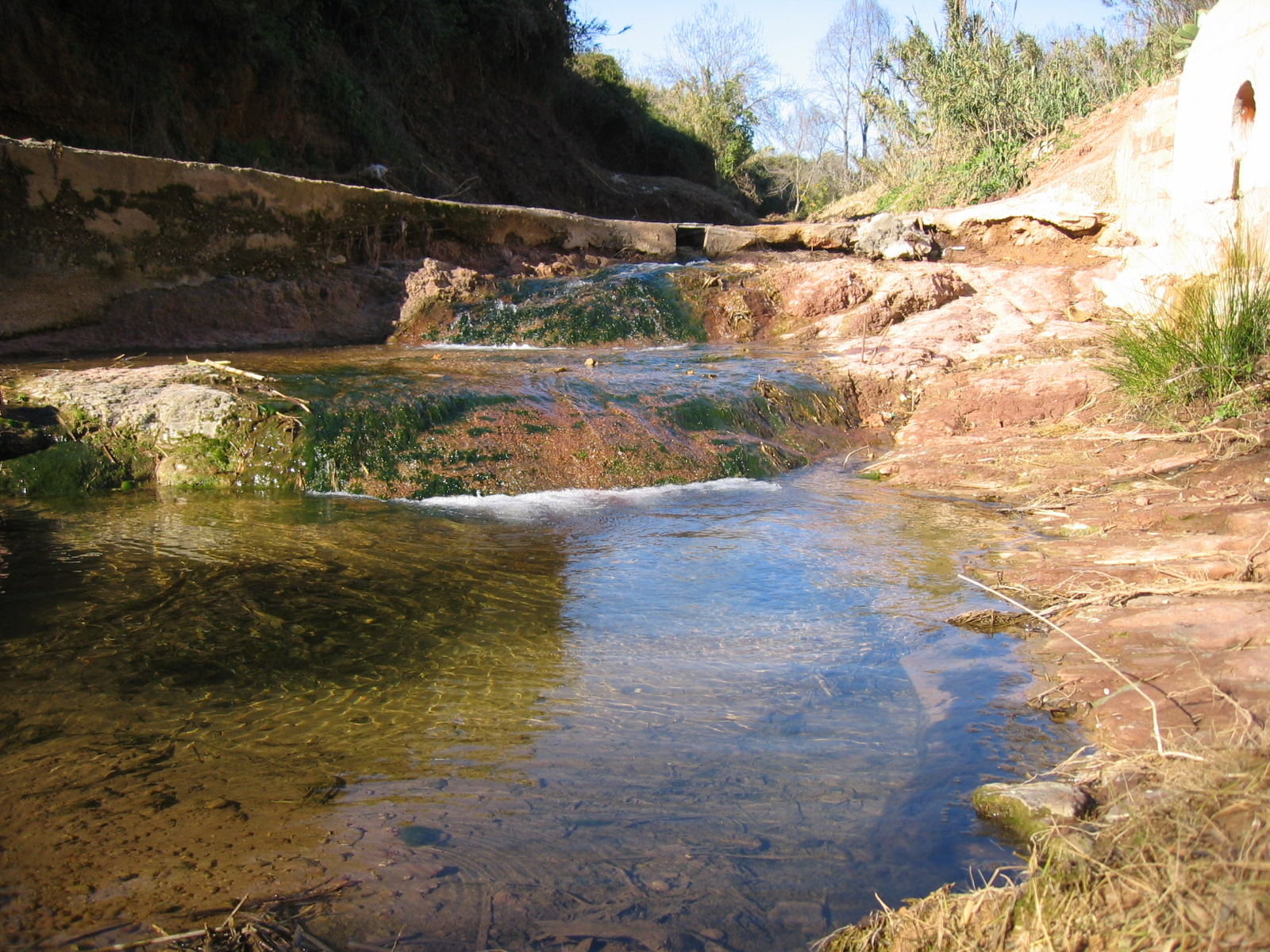
Torrent de l'Aguilera

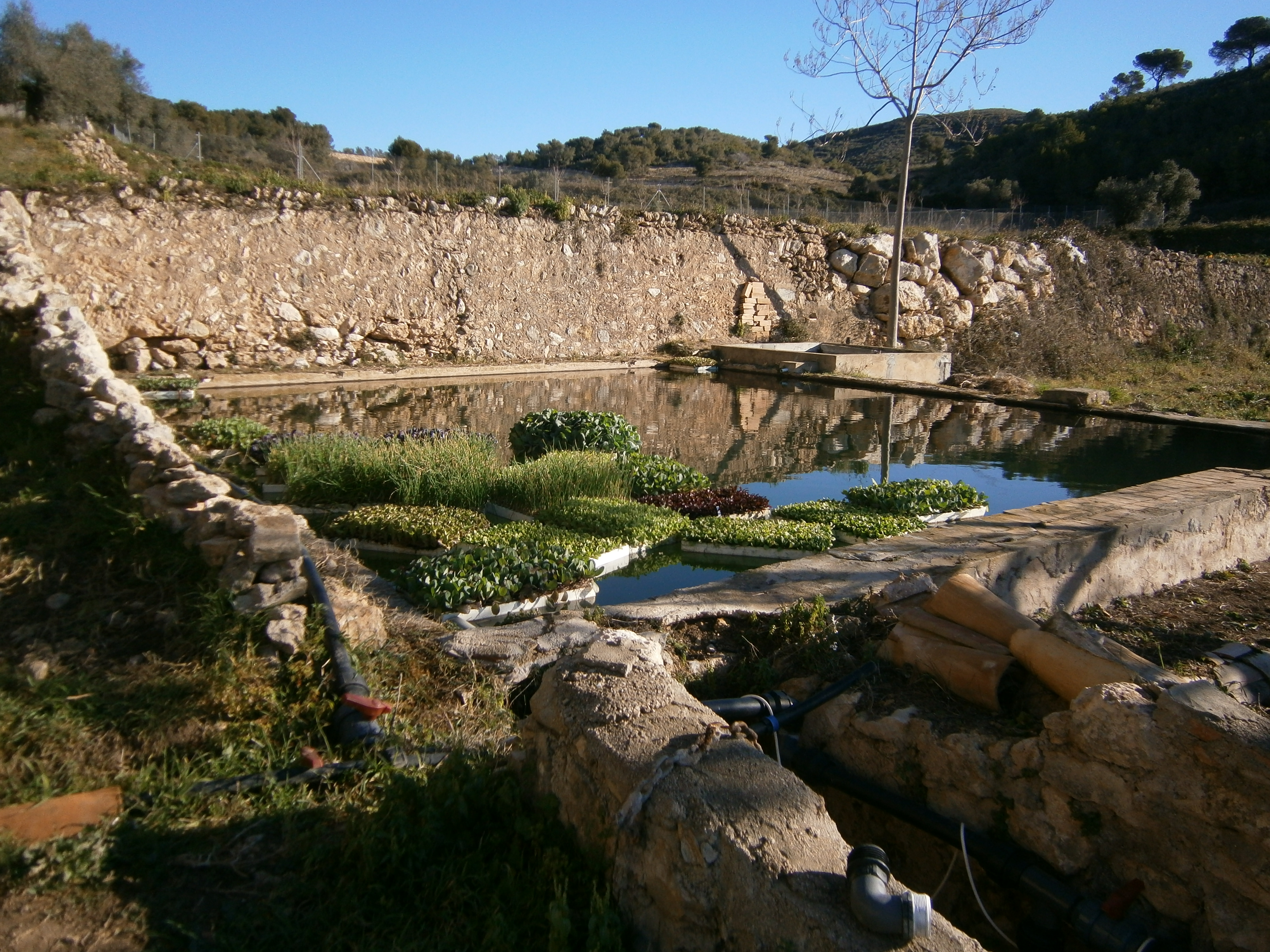
Font i bassa dels Masos

L'Aguilera és el torrent major de Bonastre que configura una petita conca hidrogràfica al centre de les muntanyes del massís. Neix com a torrent al fondo del Revell però acaba sent un rierol. S'eixampla amb les aportacions de la font dels Masos i del torrent del Roldonar al nord-oest i nord del nucli principal. Hi aflueixen els torrents del Sitgetí i de la Cometa o del Fondo del Pau Regalat i el de l'Ambròs, a prop de la Vinya de Bonastre i més al sud el de Falongues (Fonts llongues). Desemboca al Mediterrani entre els termes de Roda de Berà i Creixell (Port Romà). És un curs d'aigua superficial en molts trams. La superficialitat confereix a l'Aguilera un gran valor ecològic i és responsable de la vegetació típica del bosc de ribera que tenen altres cursos d'aigua de major importància, com ara el pròxim Gaià amb les mateixes espècies vegetals. Els ocells i tota mena d'animals hi troben refugi, aigua i menjar. En altres trams, el seu petit però continu cabal és subterrani. L'aqüífer allotjat sota el sòl de Bonastre és molt important. A la comarca, antigament, a Bonastre se'l coneixia com "el poble de l'aigua". Eren i són nombroses les fonts (Masos, Pastorell, Cargolins,La Gavatxa) i les mines i basses que hi perduren.Un altre torrent important que neix dins el terme, però sense un cabal superficial permanent, és el Torrent de Cal Setró que davalla cap a Roda de Berà i que a l'indret costaner de La Plana s'ajunta amb l'Aguilera.

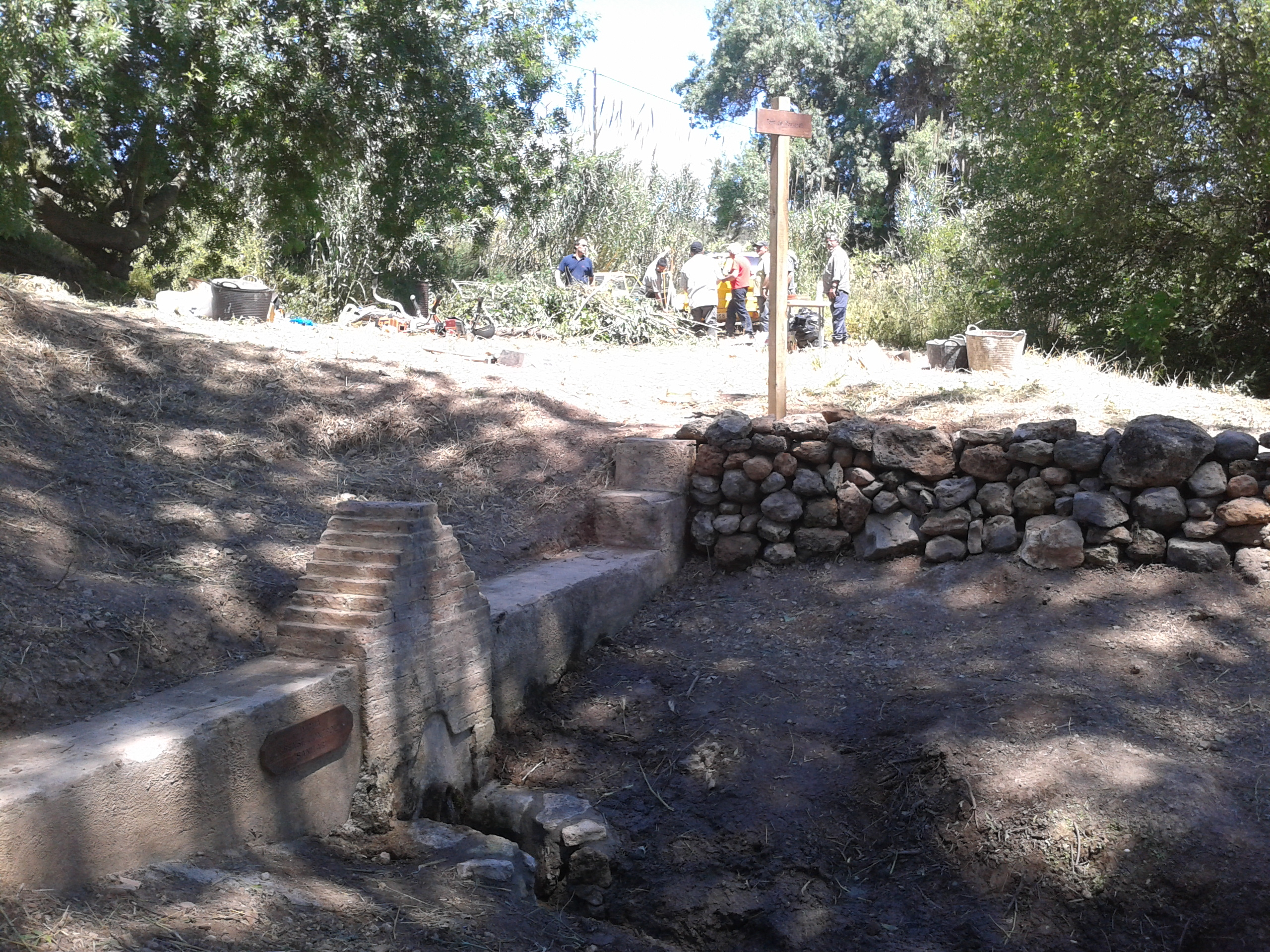
Font del Pastorell

Aigua subterrània:La massa d'aigua BLOC DE GAIÀ - SANT MARTÍ SARROCA - BONASTRE- conté 5 aqüífers. L'aqüífer 3082C31 de les calcàries de Bonastre, està format per les formacions permeables en roques carbonatades juràssiques i cretàcies de l'àrea del Vendrell – Bonastre – Roda de Berà i formacions infrajacents del Muschelkalk superior i inferior al SE de Salomó. Estructuralment és un anticlinal de direcció NE-SW, el nucli del qual està constituït per les argiles del Muschelkalk mig i del Keuper (que formen una barrera impermeable i, per tant, una divisòria d'aigües) i flancs juràssics - cretacis, afectat per l'encavalcament de la Unitat Prelitoral sobre el Cretaci del Gaià i pel sistema de falles Rodonyà - Bonastre, ambdós accidents de direcció NNW-SSE. El conjunt es troba intensament plegat i fallat donant lloc a una estructura de detall molt complexa. L'anticlinal Albinyana-Bonastre-La Nou, separa, mitjançant la barrera impermeable que creen les argiles del Muschelkalk mig, les calcaries juràssiques i cretàciques de l'aqüífer Prelitoral Centre de les d'igual edat del Prelitoral Sud.

## Geologia
Història Geològica del Massís de Bonastre. Els materials que actualment configuren el Massís es van formar fa una pila d'anys, uns 245 milions d'anys (Ma), dins un mar on anaven sedimentant els materials. Era l'època del Juràssic que és una de les divisions del Mesozoic (què és com actualment els geòlegs anomenen l'antiga Era Secundària). Fa entre 55 i 23 milions d'anys (Ma) tots els materials van emergir amb el plegament alpí,formant part del Massís Sardocatalà.
Degut a l'activitat tectònica fa 20 Ma s'enfonsa el Penedès (i el Vallès) i el Camp de Tarragona, quedant entre les dues foses una zona elevada, el que els geòlegs anomenen un horst, que configura el que avui anomenem Massís de Bonastre.
Fa 18 Ma el Mar Mediterrani va entrar a les dues foses, i s'hi va quedar uns 7 Ma, durant tot aquell temps les foses es van omplir de sediments d'origen marí. Un succés extraordinari va succeir fa 7 Ma, conegut amb el nom de la "crisi" messiniana: la Mediterrània es va assecar. Aquell canvi brutal va provocar que els rius s'encaixessin molt profundament. L'erosió que es produí a les capçaleres va progressar en direcció al continent. Aquest és el moment en què es crea l'Aguilera. Era, en realitat, un riu molt més llarg, amb molta més capacitat erosiva, el que ens ha quedat és la seva capçalera.

A l'inici del Pliocè, la connexió entre l'Atlàntic i la Mediterrània es va restablir. Fa “sols” uns 3 Ma, el nivell de la mar va ascendir 100 metres més del nivell actual. El Penedès i la plana de Valls tornaven a estar inundades.Tota aquesta història geològica fa possible la configuració del Massís de Bonastre com una singularitat dins del territori en què està inserit geogràficament. Les zones elevades estan conformades pels materials més antics i resistents del Juràssic, Triàsic i Cretaci, i les zones que es van erosionar en molts cops ha estat reomplertes amb materials molt més nous, del Neogen i del Quaternari producte de l'erosió i el transport.

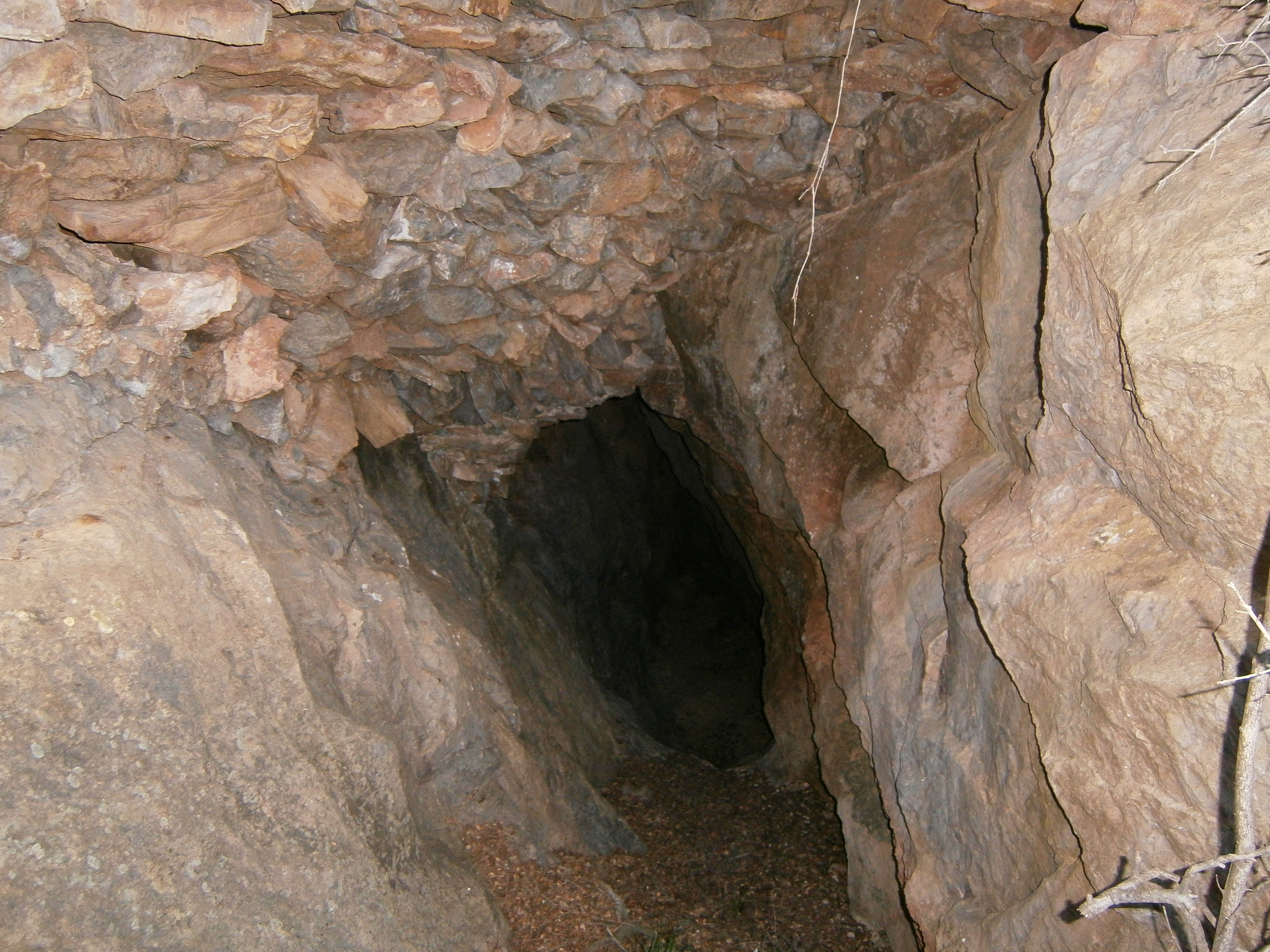
Mines de plata del Crofoll. Una de les boques o pous

Les mines de plata del Crofoll. Geològicament la mina està situada en materials mesozoics de la Serralada Prelitoral Catalana pertanyents al Triàsic, concretament al Muschelkalk superior, és a dir aquests terrenys es van formar fa uns 245 M.A. quan la zona era un mar on es van anar dipositant unes roques calcareodolomítiques. Aquestes roques es van anar fracturant pels moviments tectònics i s´hi van anar formant cavitats per dissol·lució que es van omplir de fluids rics en minerals (solucions hidrotermals) provinents de nivells profunds de l'escorça terrestre. Aquests minerals, sobretot de plom i zinc (galena i esfalerita respectivament), van quedar dipositats dintre d´aquestes roques en forma de petites bossades i estructures semblants a filons. Les mineralitzacions d´aquesta mina estan relacionades amb les que apareixen a Pontons (mines de plom i zinc) i que geogràficament formen una continuïtat Pontons-Mediona-l'Albà-Bonastre. En el cas de Bonastre, el mineral més abundant i el que es va explotar en aquesta mina era la galena.

Sovint s´ha dit que a aquesta mina s´havia explotat plata, fins i tot es coneixen en alguns escrits moderns de divulgació local com “les mines de plata”. Fins al moment no s´ha trobat cap document ni cap indici que confirmi aquesta teoria, i el que podem afirmar és que a la mina no hi ha minerals de plata (plata nativa, acantita, etc.) En principi, i a falta d´analitzar la galena d´aquesta mina per veure el seu contingut de plata, hem de dir que és poc probable que s´hagi obtingut plata d´aquest mineral.

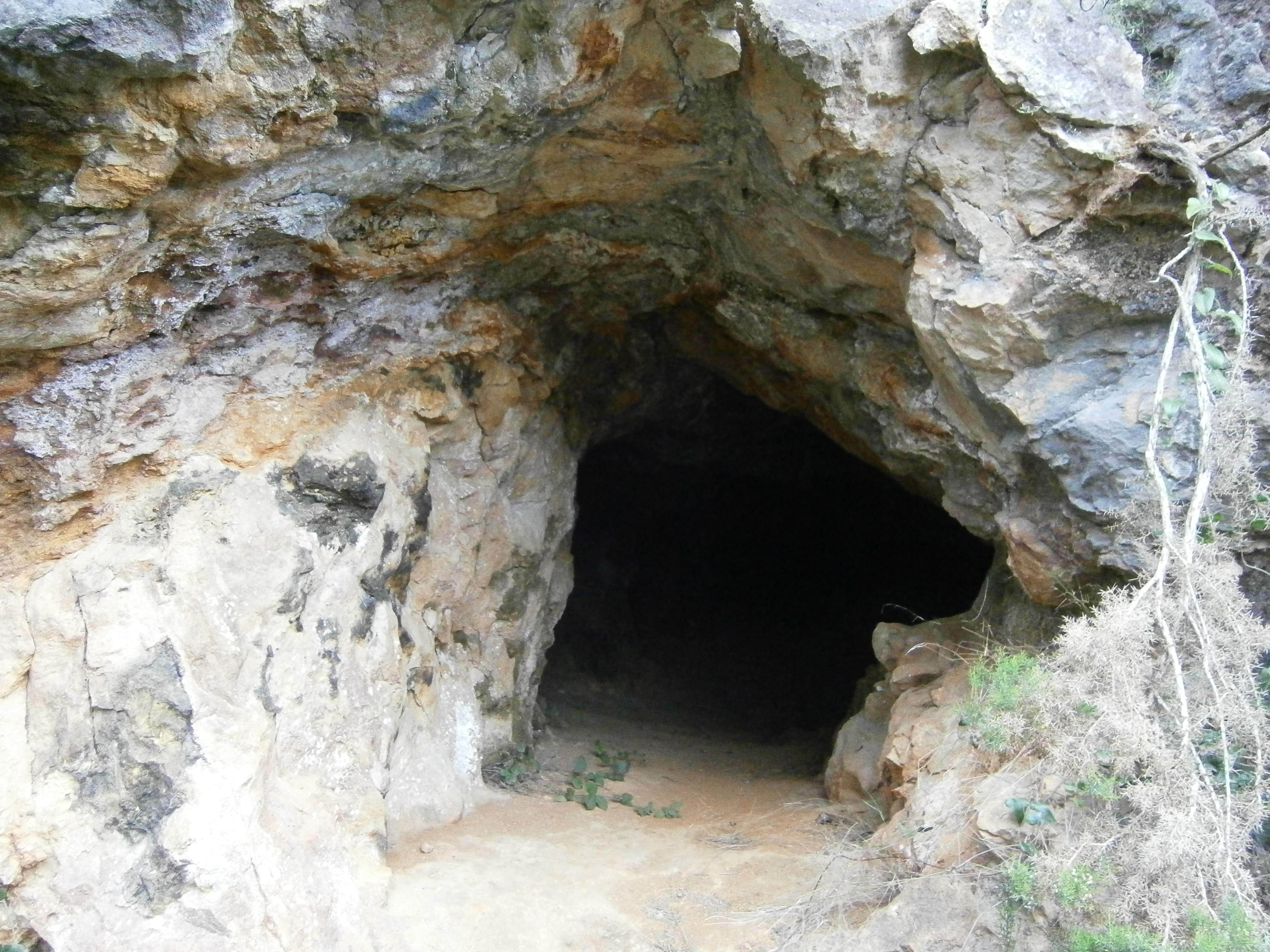
Mines de ferro de Cal Setró. Una de les boques d'entrada

Les mines de ferro de Cal Setró. Les mines constitueixen una singularitat dins el Massís, tal com ho són els punts més elevats. Les mines es troben en una paret de roca majoritàriament calcària, tan antiga com el propi massís,concretament al Juràssic (≈200 Ma) que és una de les divisions del Mesozoic (què és com actualment els geòlegs anomenen l'antiga Era Secundària). A les mines hi ha una part superior de la paret exclusivament calcària, i per sota un seguit de forats de diferents grandàries dins la roca calcària, farcits de limonita, que és el nom que els geòlegs donen als sediments que hi trobem. L'acció d'erosió de l'aigua de pluja sobre la paret de roca va fer que amb el temps alguns dels forats quedessin al descobert i, per tant, permetessin observar el mineral de ferro: la limonita.
La limonita està formada per òxids de ferro més o menys barrejats amb argiles, i pot presentar diferents coloracions que van del groc al bru fosc. Aquesta diferent coloració depèn de quin dels diferents minerals que poden estar presents en el sediment predomina. Els que més trobem en la limonita que hi ha a les mines són la goethita, de color més aviat groc (el nom és en honor de Goeth) i la hematites (o oligist) de color més rogenc, d'aquí el seu nom. Aquests minerals, a més de ser utilitzats per l'obtenció de mineral de ferro també s'han utilitzat des de temps immemorials per obtenir pintures naturals ocres, com ara l'ocre groc o l'ocre roig o vermell.

## Arqueologia
Intervenció arqueològica a la Torreta. Es coneixia l'existència d'una necròpoli amb cronologia baiximperial en els voltants de la masia de La Torreta documentada en el transcurs de la construcció de l'anterior gasoducte.
En la prospecció realitzada per l'equip d'arqueòlegs, es va comprovar que no quedaven restes dels enterraments documentats en la bibliografia. En canvi sí que es va documentar un enterrament en un talús pròxim al corral de La Torreta. Es van localitzar lloses, junt amb un nivell de cendres, tegulae i fragments de ceràmica, però cap tipus de resta òssia. Aquest tipus de sepultura era coincident amb les ja documentades.
Sobre els materials arqueològics trobats al terme municipal de Bonastre
Ceràmiques de producció ibèrica que es caracteritzen per esser fetes amb torn ràpid i que es caracteritzen per ser cuites en una atmosfera oxidant-reductora, degut a la imprecisió dels forns donarà una característica a la ceràmica que és coneguda com a sandwich o cuore nero. Per altra banda, temin tres monedes ibèriques, en una de les quals s'aprecia perfectament escriptura ibera.
Ja d'època romana, disposem d'una gran quantitat de materials entre els que podem apreciar bàsicament: Terra Sigil·lata, que ha estat catalogada com tipus subgal·lica; i africana D, tot i que pot ser que algunes d'aquestes puguin ser perfectament del tipus Hispànica. Aquest tipus de ceràmica és la que ens permet extreure a més de les cronologies part de la tipologia de la societat habitant.
També cal destacar l'existència d'àmfora Tarraconense esmentada, ja que es produeix a la zona de Tarragona i s'identifica pel tipus de desengreixant utilitzat: el quars. L'àmfora ens indica l'activitat comercial de la zona, segurament d'exportació dels productes cultivats en aquestes mateixes terres, juntament amb les restes d'àmfora en tenim dolium que són recipients amb gran capacitat d'emmagatzematge, que en terra ferma i en un context rural eren mig enterrats a mode de sitges. També hi ha algunes restes (trossos) de Tegulae ( teula romana) i s'hi han trobat monedes de l'època romana que reforcen la hipòtesi de l'existència d'una classe benestant.

## Eleccions municipals
Nombre de regidors per partit
| Junts                                                                           | -      | - | - | -  | - | - | - | - | - | - | 3 | 2 |
| PSC                                                                             | -      | - | - | -  | - | - | 1 | 2 | 2 | 2 | 2 | 4 |
| PP                                                                              | -      | - | - | -  | - | - | 0 | 0 | 0 | 0 | - | - |
| ERC                                                                             | -      | - | - | 1  | - | - | 0 | - | - | - | 2 | 1 |
| CiU                                                                             | -      | 7 | 7 | 4  | 7 | 7 | 6 | 5 | 5 | 5 | - | - |
| Altres                                                                          | 5a; 2b | - | - | 2c | - | - | - | - | - | - | - | - |
| Total                                                                           | 7      | 7 | 7 | 7  | 7 | 7 | 7 | 7 | 7 | 7 | 7 | 7 |
| a Acció Ciutadana de Bonastre; b Bonastre Unit; c Grup Independent de Bonastre; |        |   |   |    |   |   |   |   |   |   |   |   |

## Galeria

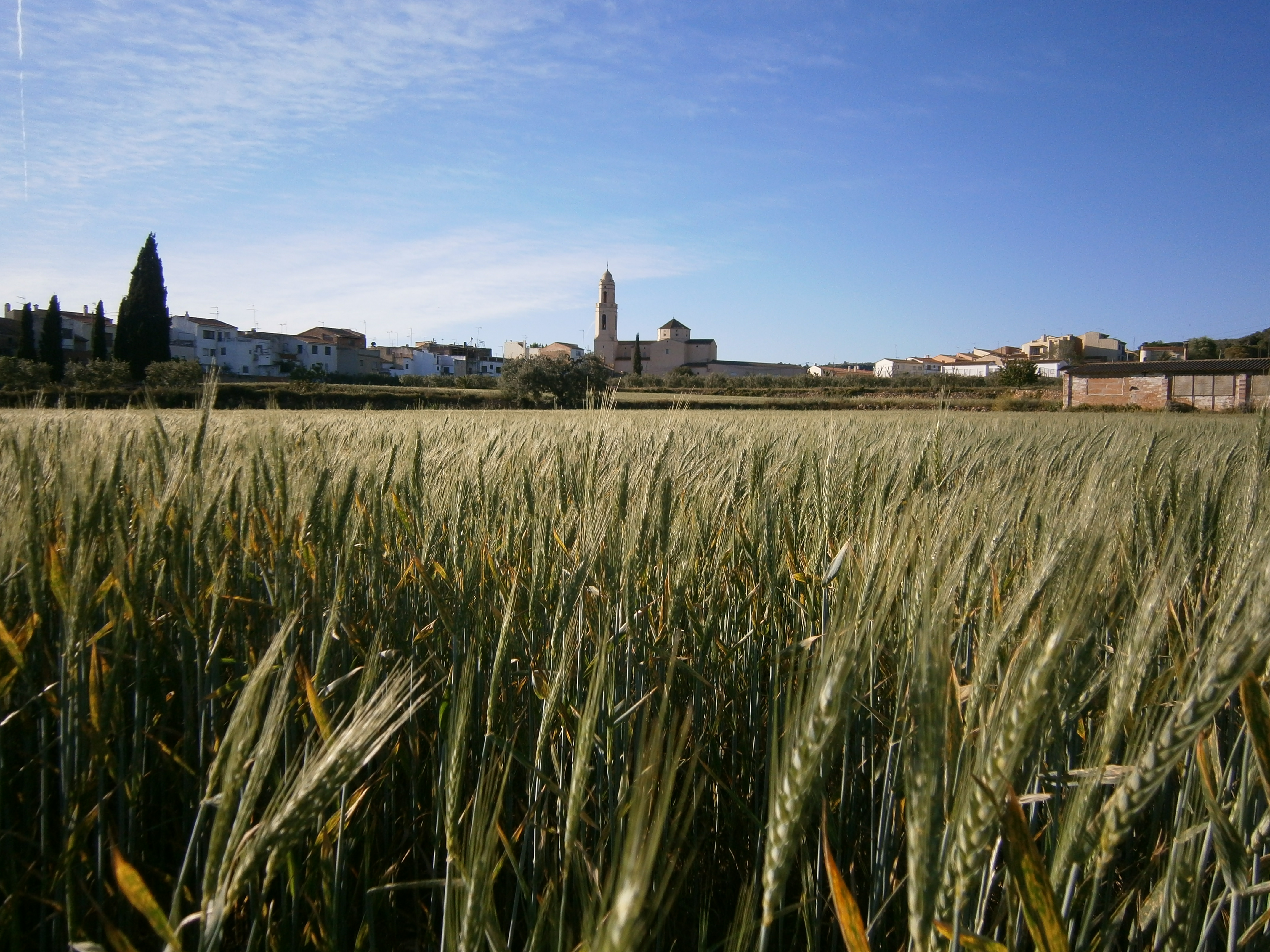
Bonastre des de Les Estries
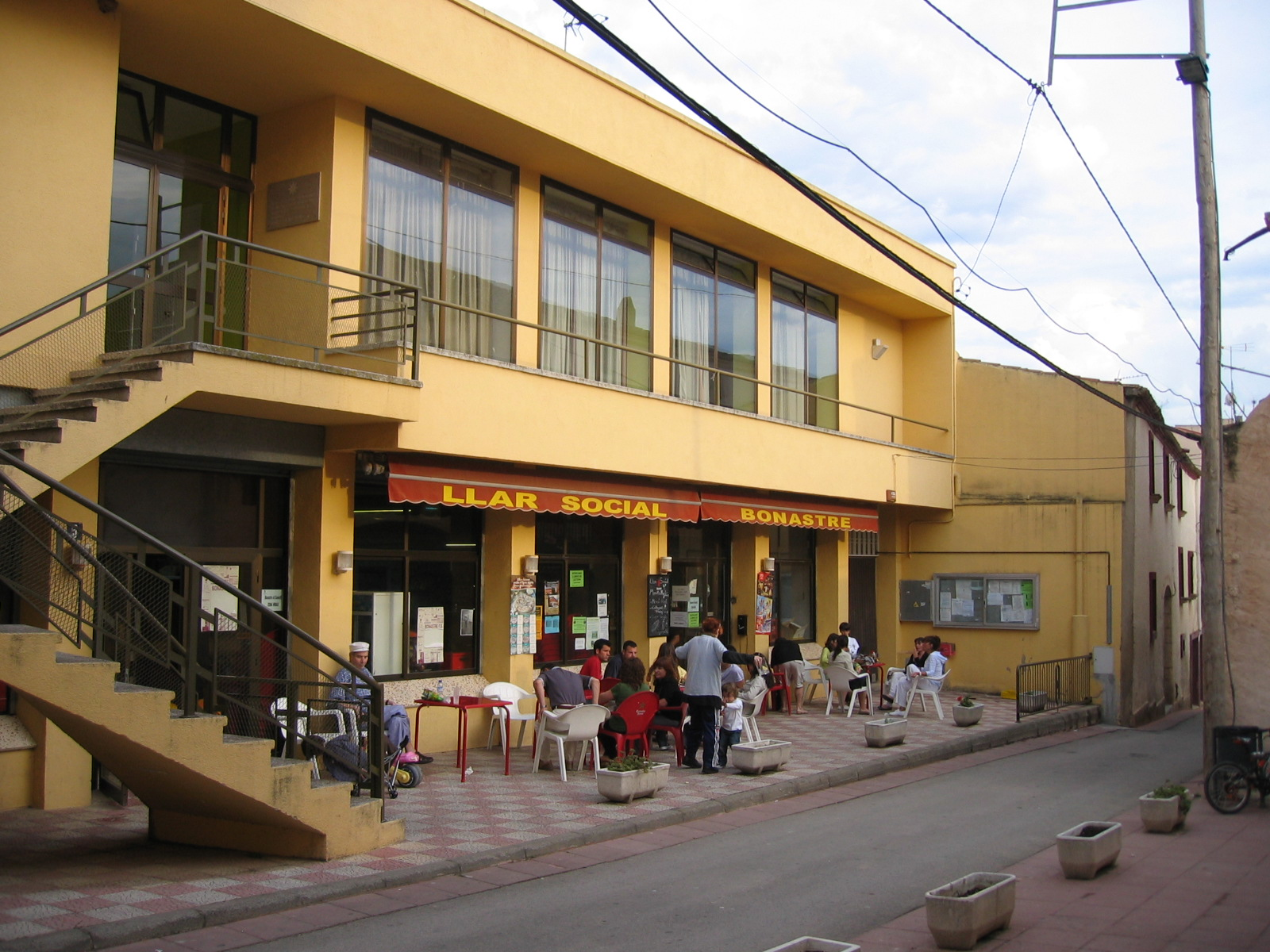
Llar Social
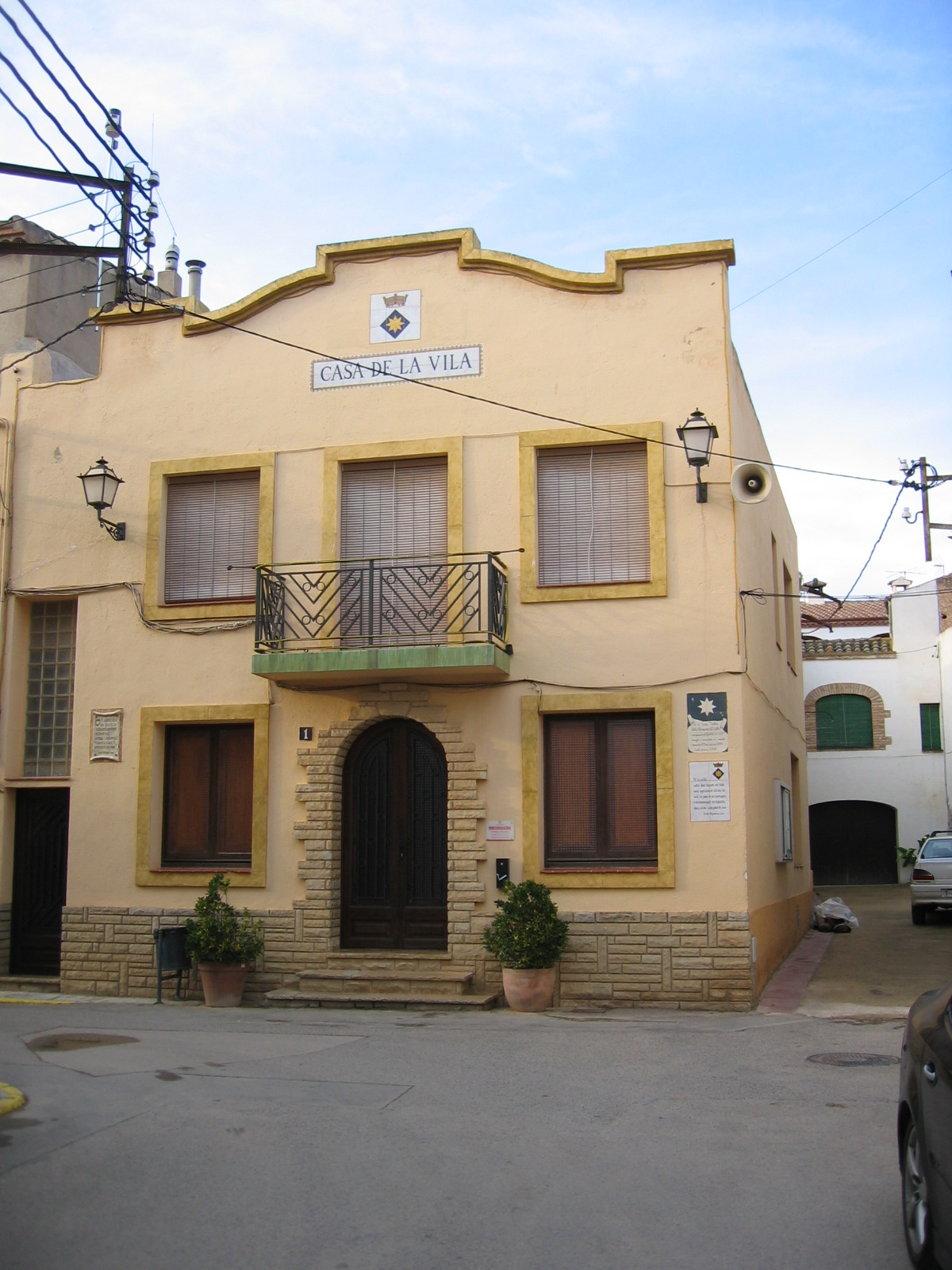
Casa de la Vila
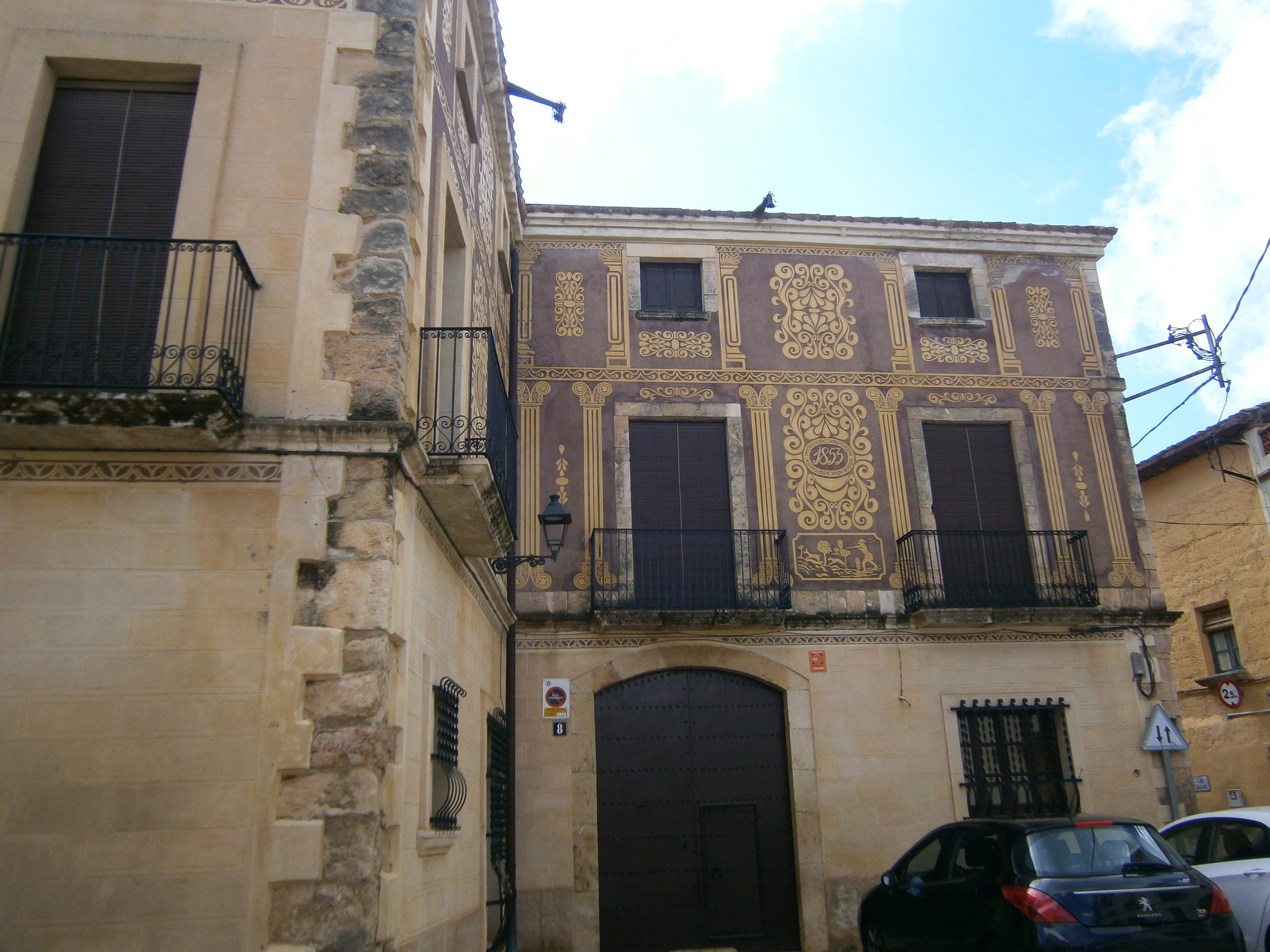
Casa Fontanilles
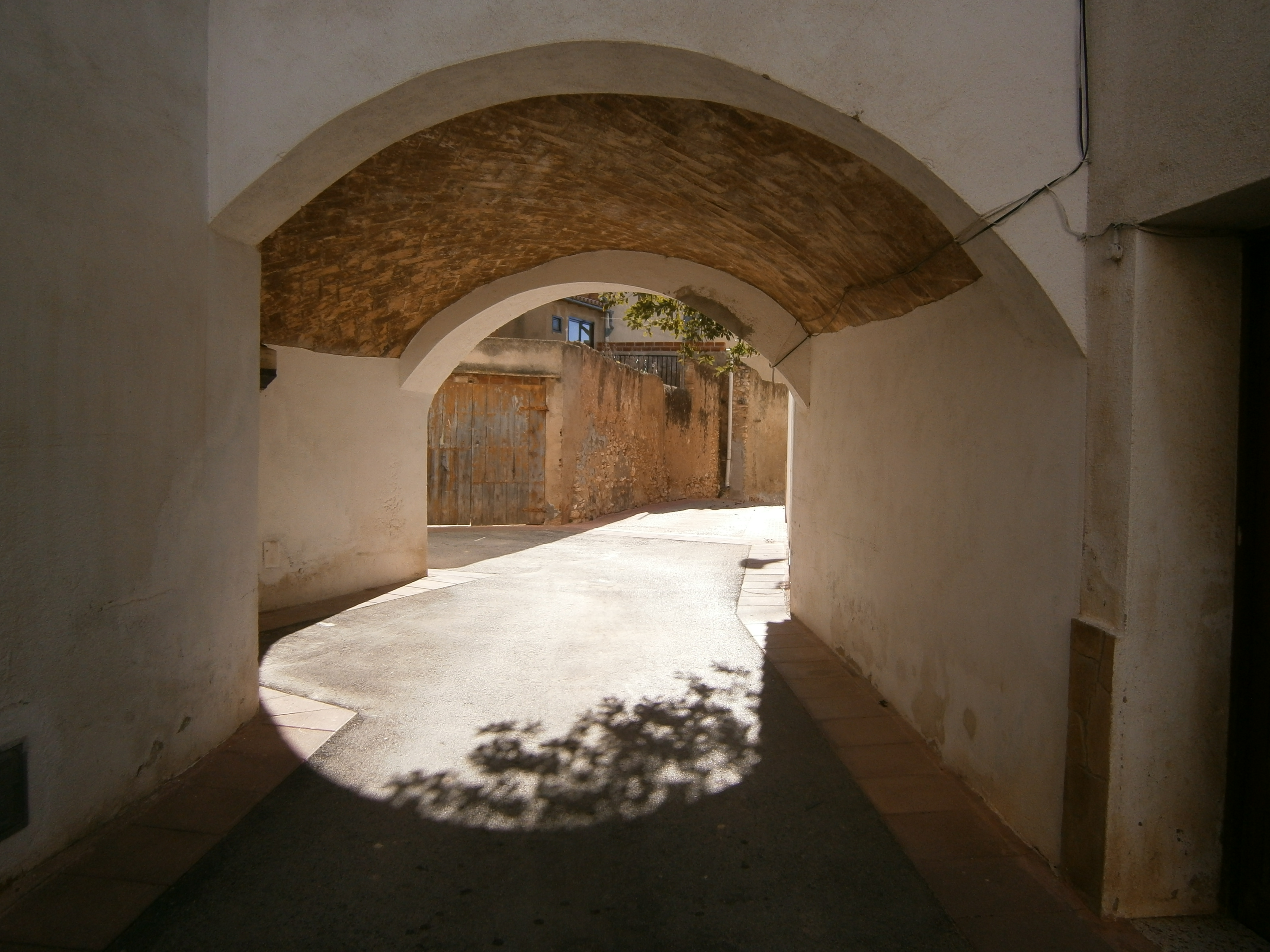
Carrer Portal
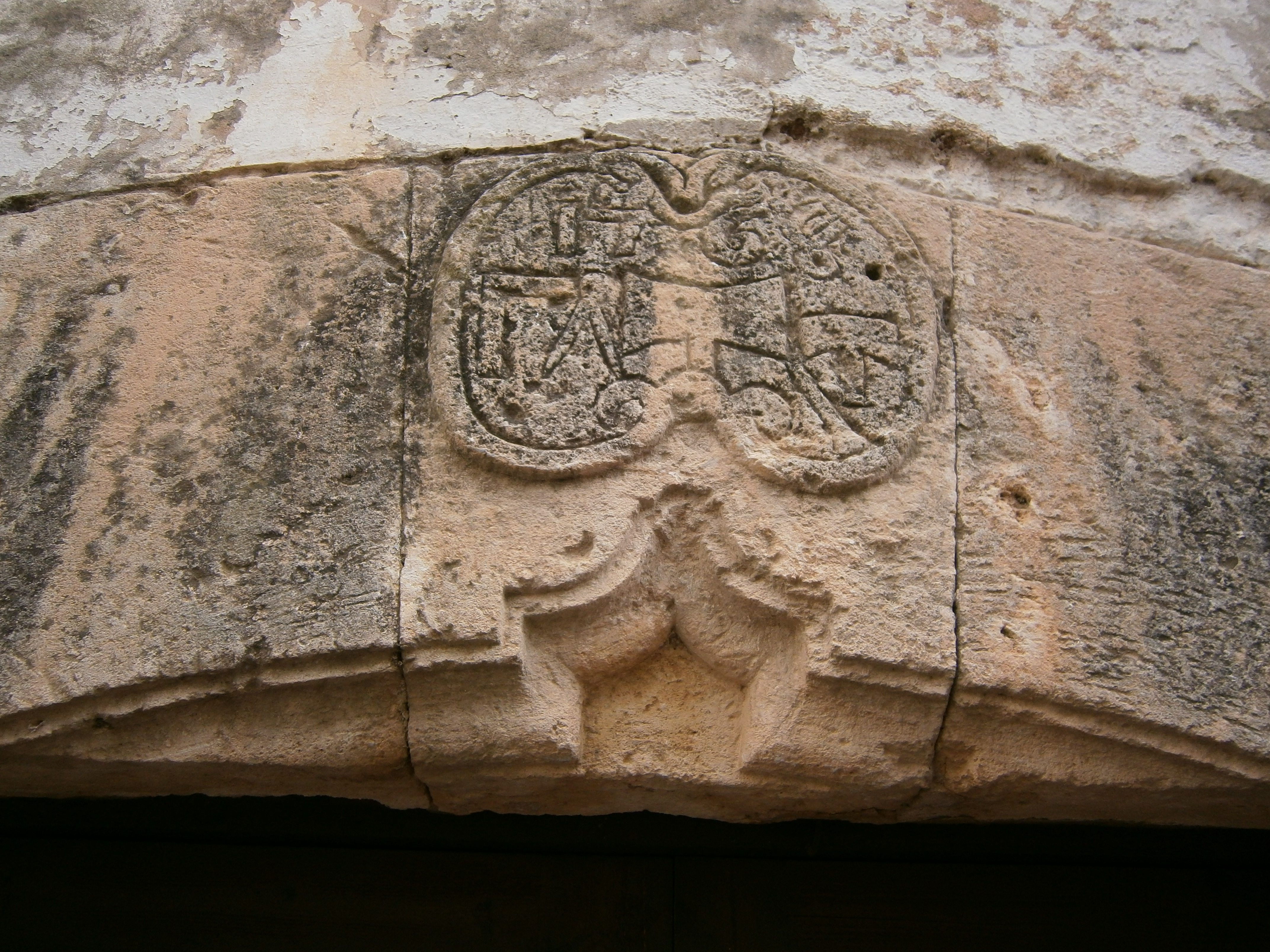
Dovella de Cal Daniel
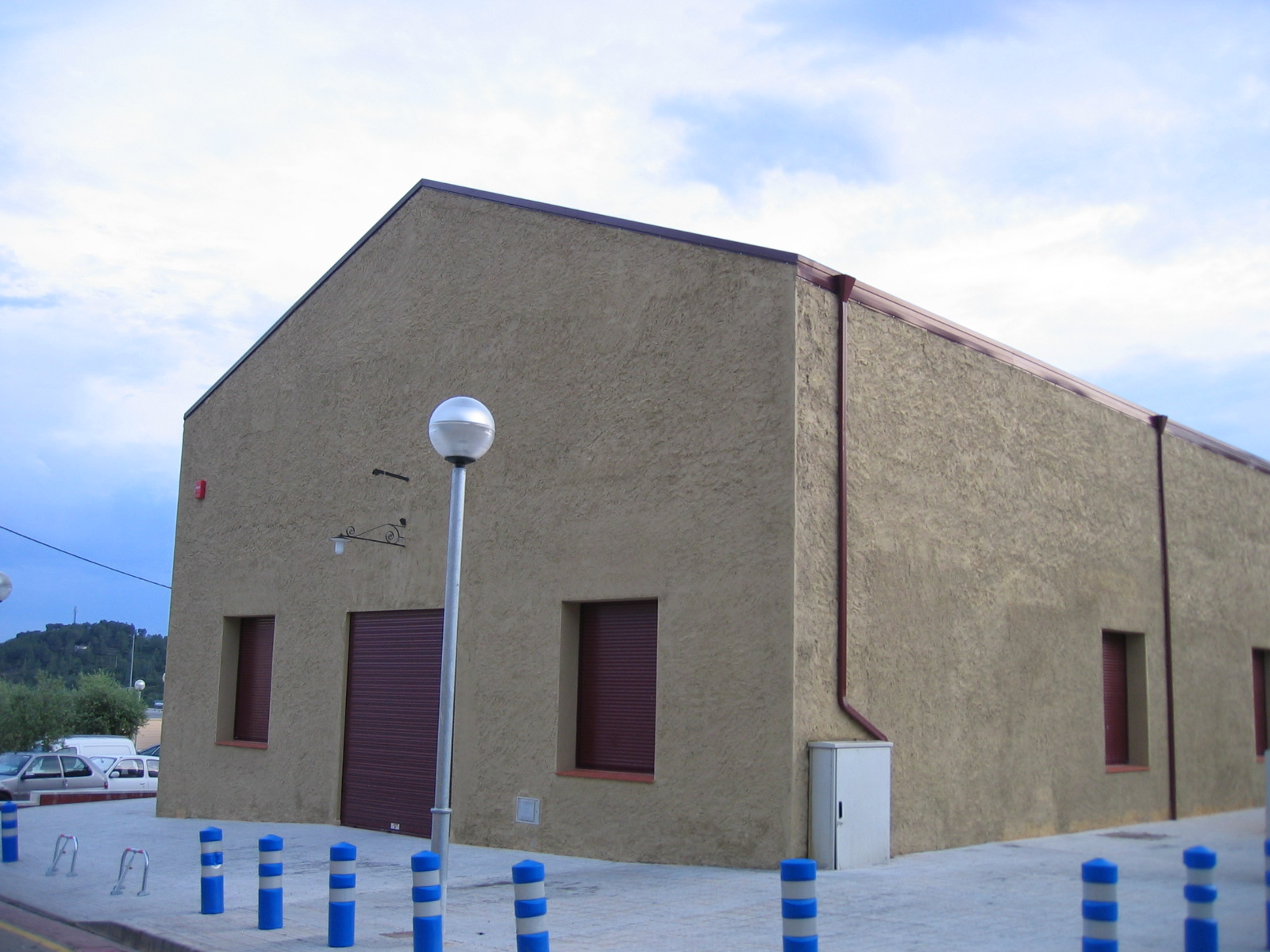
La Societat. Centre Cívic
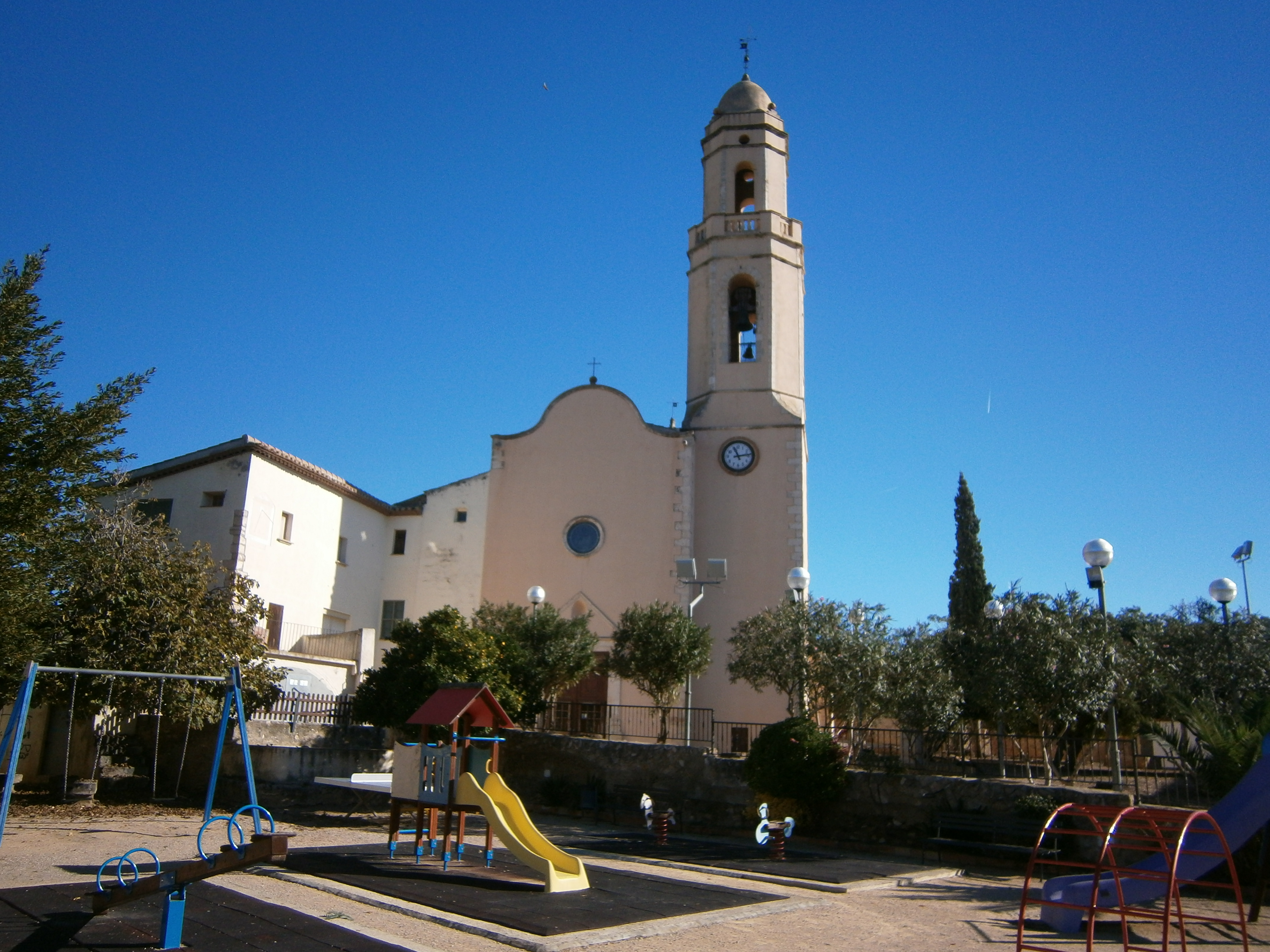
El sagrat
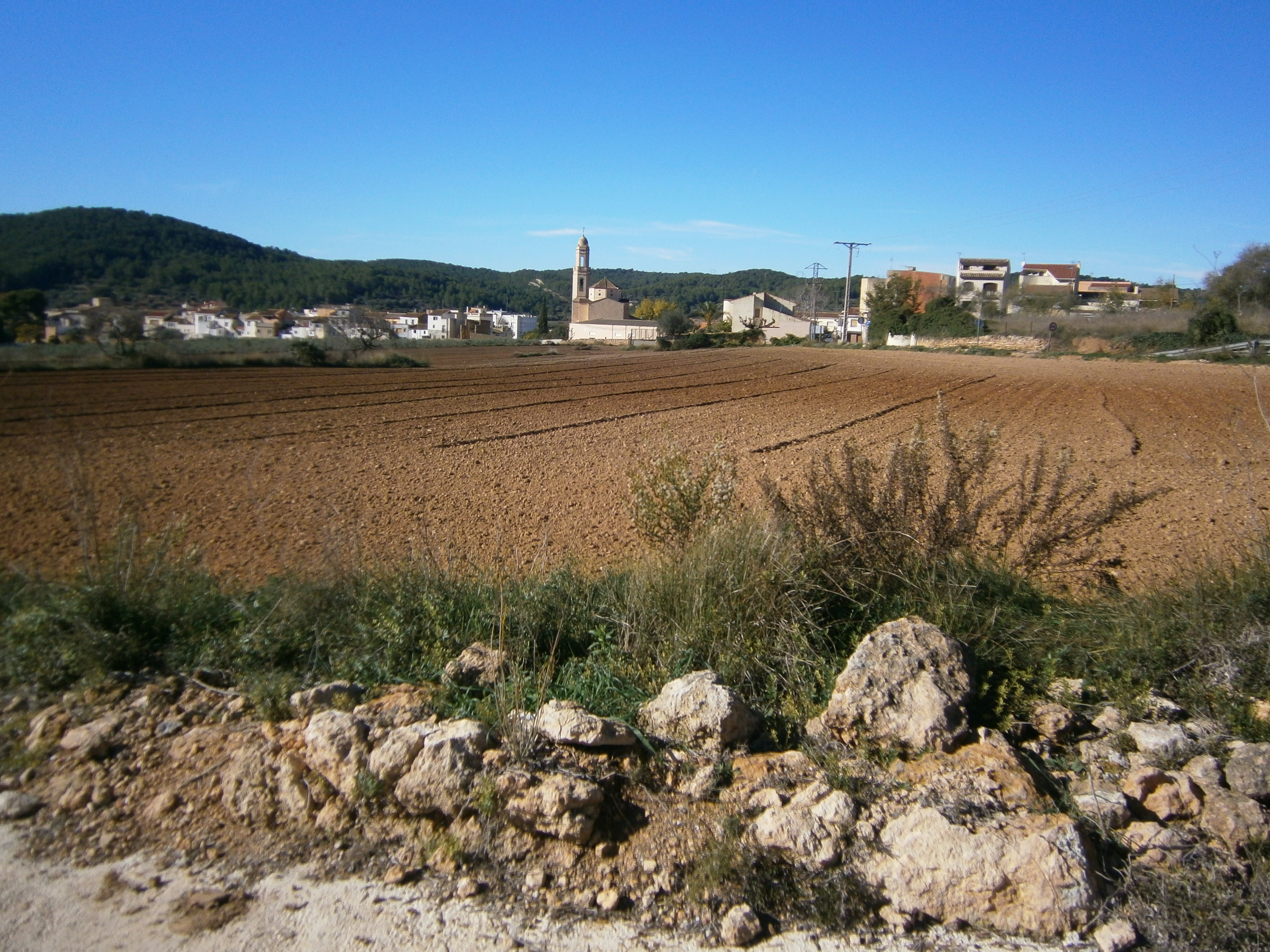
Bonastre
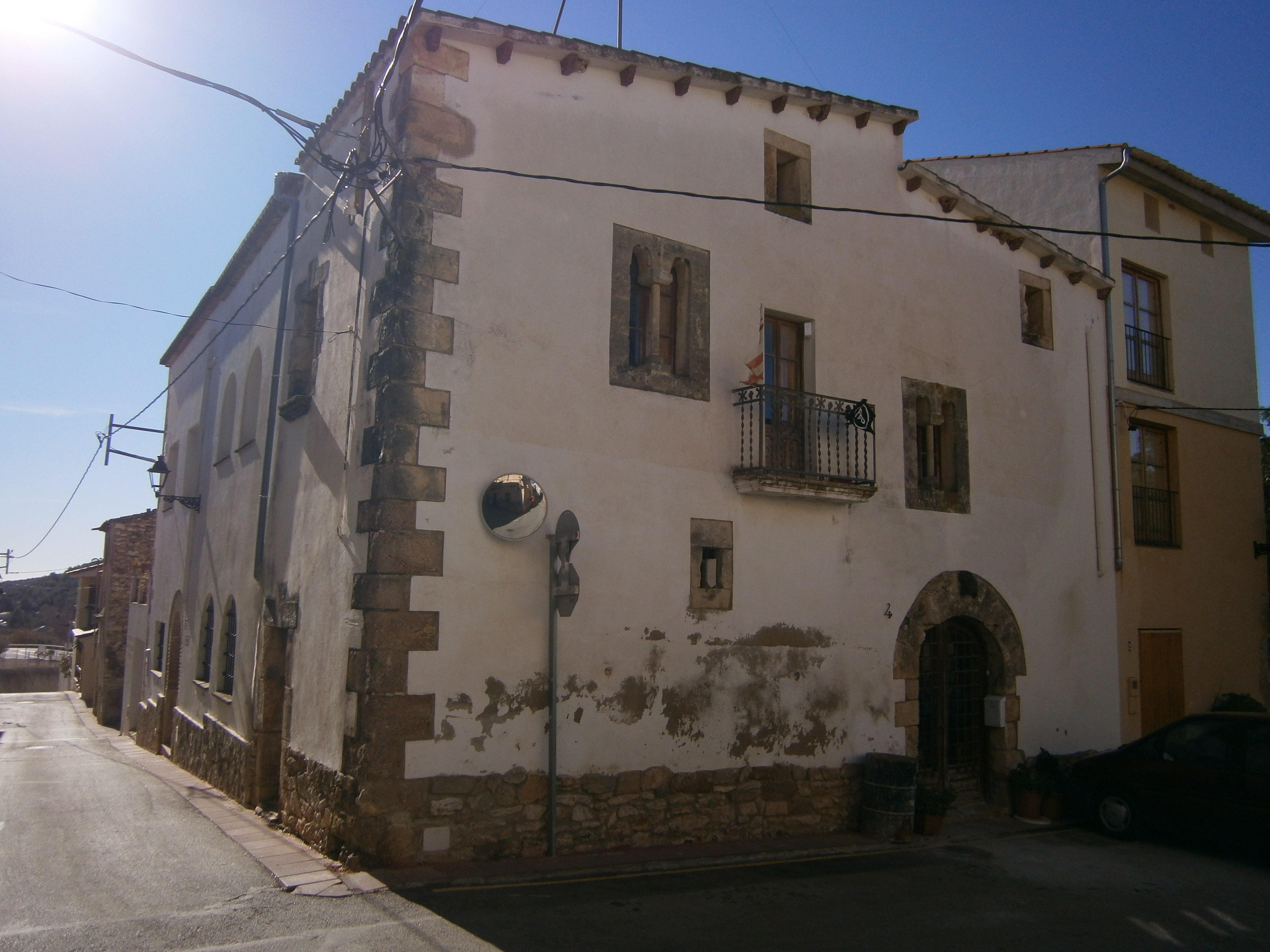
Casa del Delme
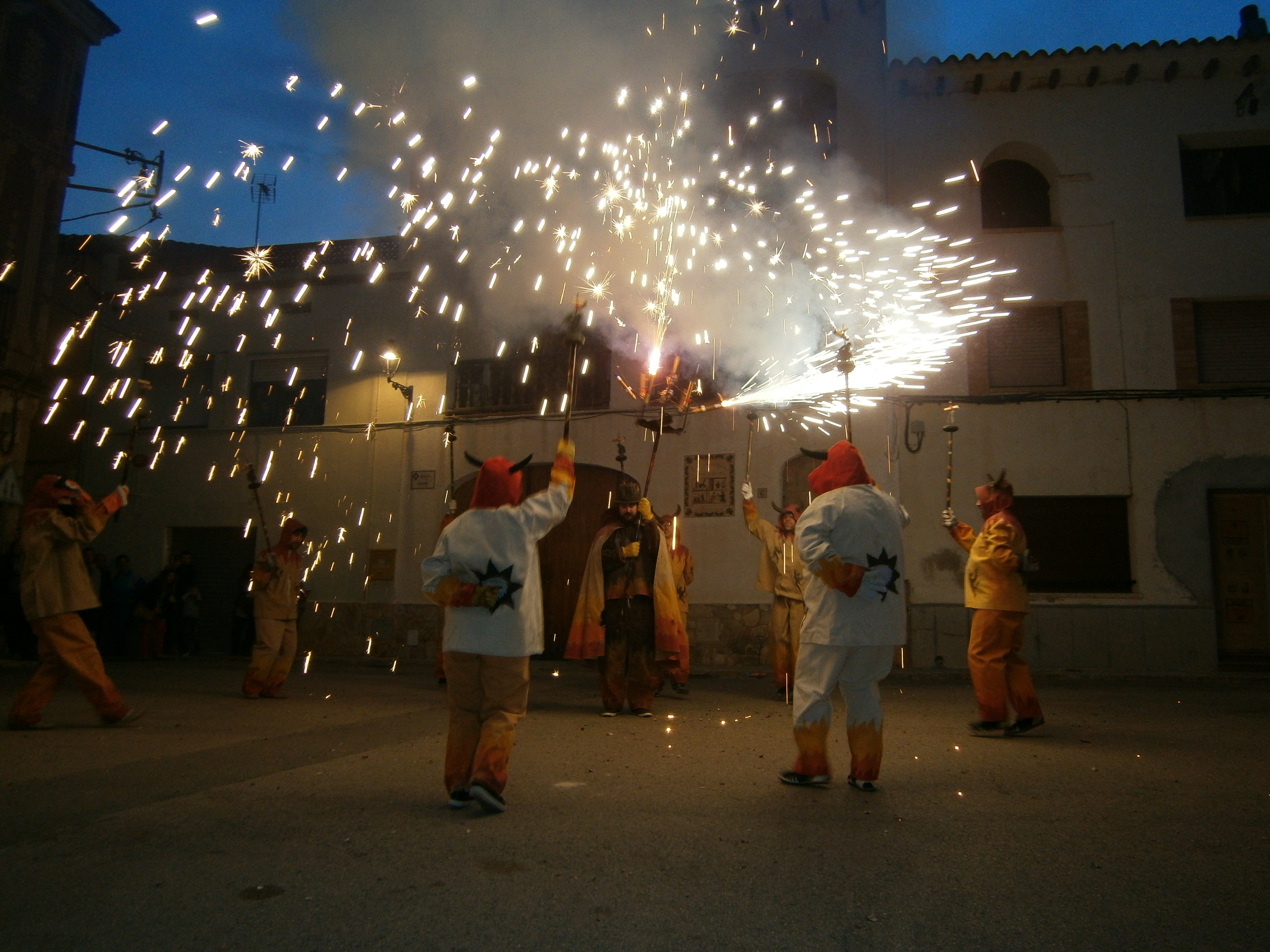
Els Aguilots. Ball de Diables
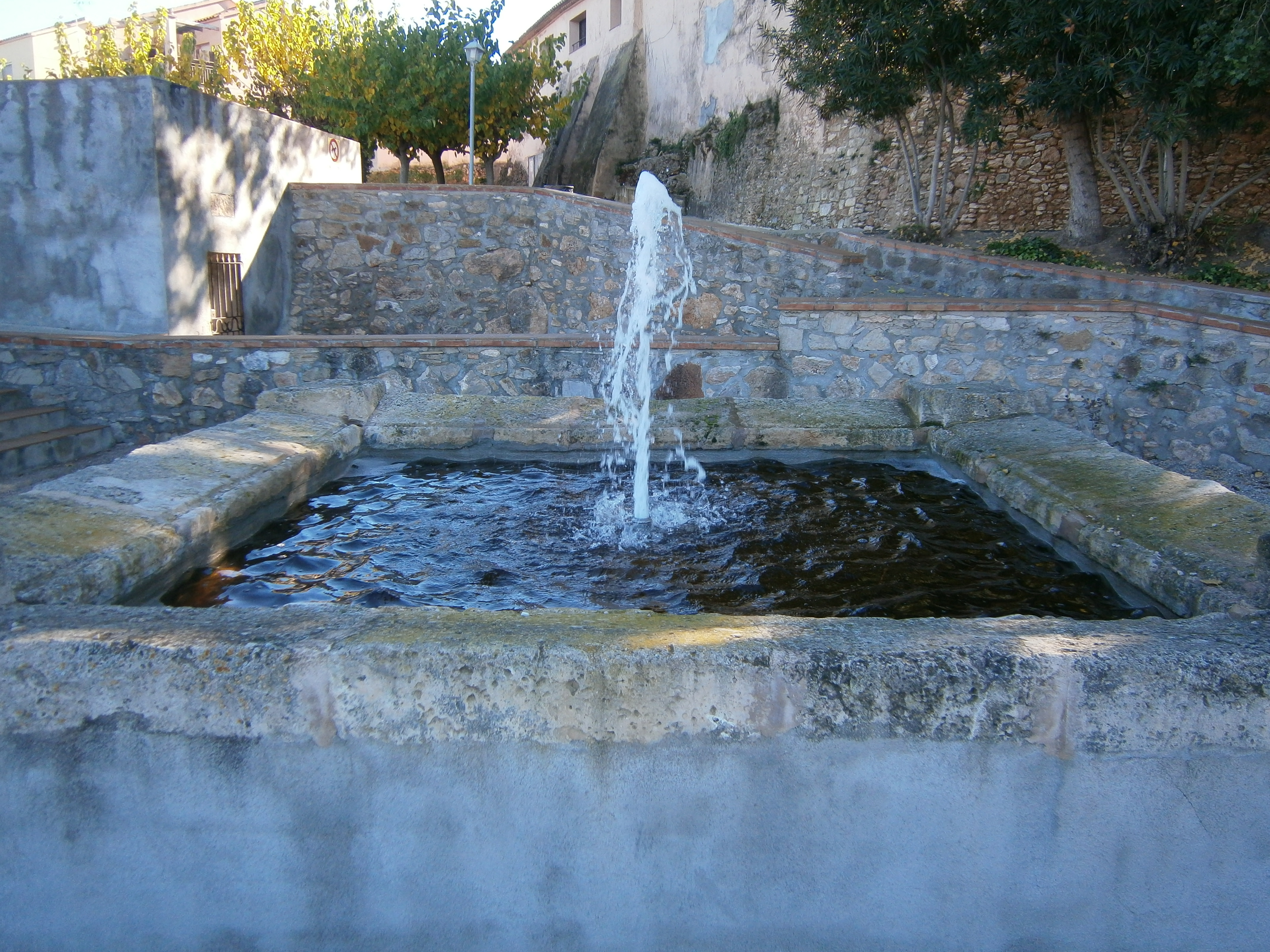
Safareig pròxim a la font de Santa Magdalena